# Saint-Maurice-de-Beynost
Vous lisez un « bon article » labellisé en 2012.
Pour les articles homonymes, voir Saint-Maurice.
Ne doit pas être confondu avec Beynost.
Saint-Maurice-de-Beynost [sɛ̃ moʁis də beno]  est une commune française, située dans le département de l'Ain en région Auvergne-Rhône-Alpes, à 15 km de Lyon dont elle fait partie de l'unité urbaine. Elle appartient également à la région naturelle de la Côtière.
La commune est traversée par l'autoroute A42 et le canal de Miribel ; une partie du Grand parc de Miribel-Jonage se trouve également sur son territoire.
Petit village agricole au début du XXe siècle, la commune de Saint-Maurice-de-Beynost est devenue une ville industrielle à partir des années 1920, à la suite de l'installation de la deuxième usine textile de la Société lyonnaise de soie artificielle. Le nouveau besoin en main-d'œuvre ouvrière de cette usine conduit au quadruplement de la population en cinq ans seulement, entre 1926 et 1931. Aujourd'hui, l’usine, qui appartient au groupe japonais Toray Industries, est encore le principal employeur de la ville avec près de cinq cents salariés.
Ses habitants sont appelés les Mauriciens.

## Géographie

### Localisation
Saint-Maurice-de-Beynost, commune de la région naturelle de la Côtière, se situe à 15 km du centre de Lyon, 40 km de Villefranche-sur-Saône et 50 km de Bourg-en-Bresse. La commune se situe en bordure du grand parc de Miribel-Jonage (dont une partie est sur le territoire de la commune). Enfin, elle est encadrée au nord par le plateau dombiste et au sud par le canal de Miribel, qui coule sur le territoire de la commune. Située tout au sud du département de l'Ain, la commune est limitrophe du département du Rhône.
|         | Tramoyes                    |         |
| Miribel | Saint-Maurice-de-Beynost    | Beynost |
|         | Meyzieu (Métropole de Lyon) |         |

### Relief et géologie
La commune de Saint-Maurice-de-Beynost est en termes de relief, séparée en deux parties distinctes : au sud, la zone la moins élevée culminant à environ 180 m est composée du Parc de Miribel-Jonage et d'une zone entourant le canal de Miribel. Plus au nord, la route départementale « RD 1084 » (anciennement la route nationale 84 et connue sous l'appellation « route de Genève ») marque les prémices du coteau sur lequel se trouve le « Saint-Maurice Le-Haut » et qui culmine à 315 m. Ce coteau débouche sur ce qui devient ensuite le plateau de la Dombes ; il est également l'explication de la toponymie de la Côtière.

### Hydrographie

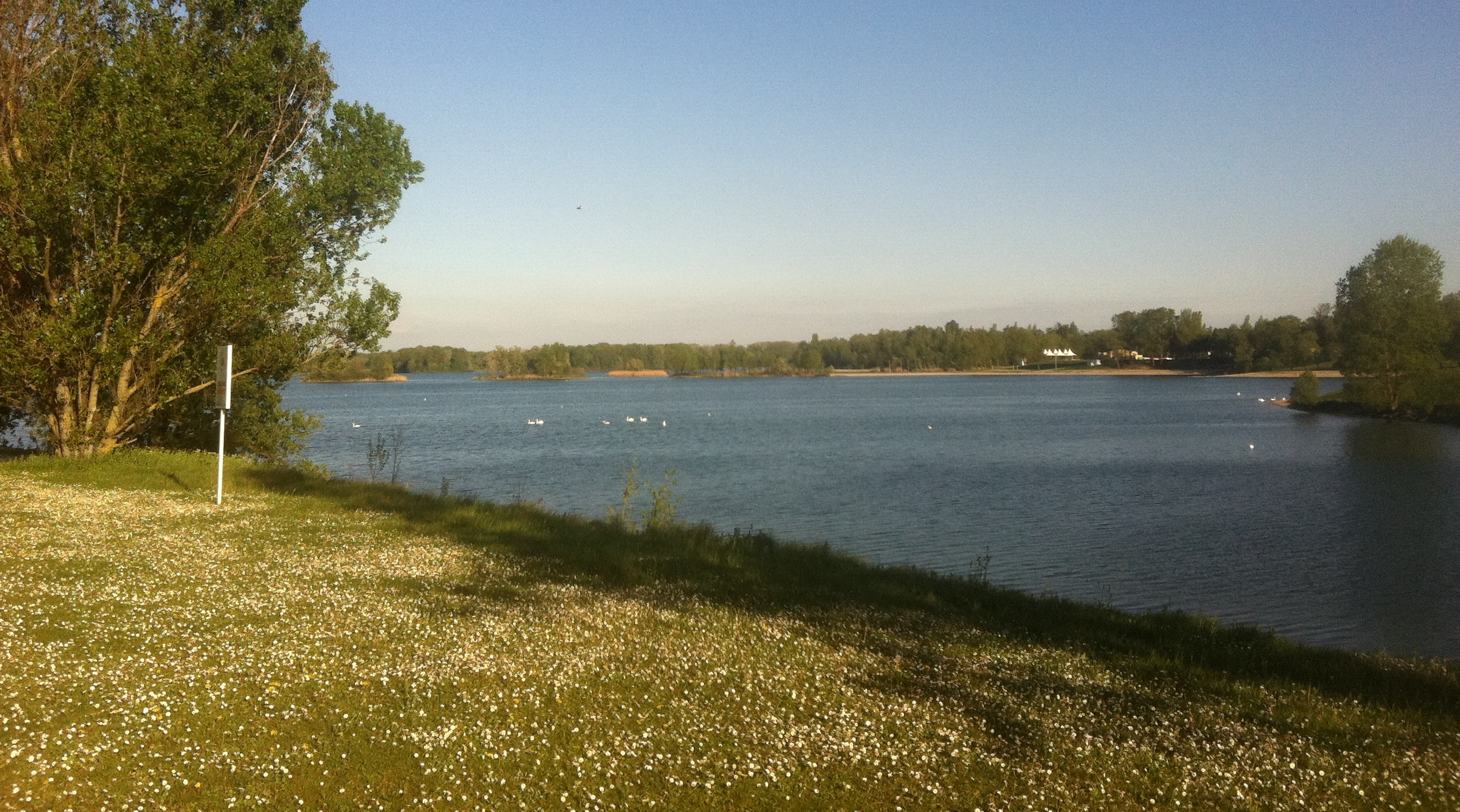
Vue du lac des Eaux Bleues.

La commune de Saint Maurice-de-Beynost est traversée par le canal de Miribel qui constitue une dérivation artificielle du Rhône qui débute à Jons et à Niévroz et qui aboutit à Caluire-et-Cuire.
Un cours d'eau a son embouchure sur le territoire de la commune : le Rizan, cours d'eau de 4,1 km dont le tracé est dans le parc de Miribel-Jonage : il prend sa source dans le département du Rhône pour finalement se jeter dans le lac des Eaux Bleues (dans sa partie se trouvant sur le territoire du département de l'Ain) sur le territoire de la commune.
Citons également, le ruisseau des Ormes, long de 7 km coule dans les cantons de Miribel et de Montluel et en particulier à Saint-Maurice-de-Beynost. C'est un affluent du ruisseau des Échets.
Le lac des Eaux Bleues est partiellement situé sur le territoire de la commune. Il constitue une ZNIEFF de type II.

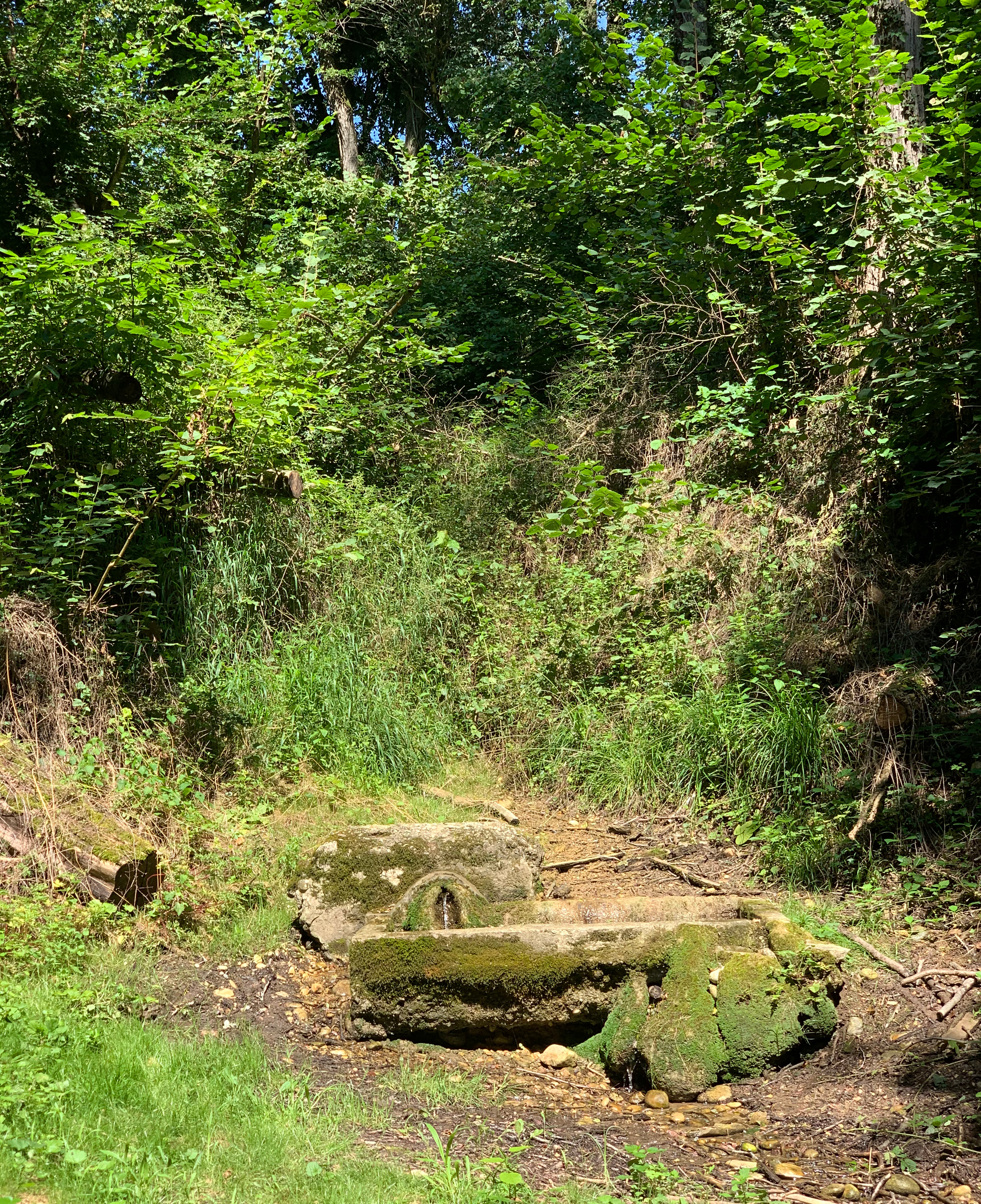
La source du Merloux, qui faisait l'objet du pèlerinage annuel des Arméniens de la commune.

Citons enfin, le Merloux ou Torrent du Merloux, petit torrent situé sur le coteau, très lié à l'histoire du village : il fut jusqu'à 1845, la seule source d’approvisionnement en eau du village (à la fontaine « le Bichet ») ; il constitua la force motrice du premier moulin de Saint-Maurice-de-Beynost (le moulin de Merloux construit en 1835) ; la source du torrent fut un lieu de pèlerinage à Pâques, de la communauté arménienne de Saint-Maurice-de-Beynost, ceci jusqu'à la Seconde Guerre mondiale ; enfin, les risques d'inondations liés au coteau, ont conduit à aménager un bassins écrêteur dédié au torrent. La commune est en effet, particulièrement exposée au risque naturel d'inondations, en raison des ruissellements sur le coteau (et dans une moindre mesure en raison des crues éventuelles du canal de Miribel) induisant ainsi une politique dédiée de prévention des risques naturels à Saint-Maurice-de-Beynost.

### Climat
Pour des articles plus généraux, voir Climat d'Auvergne-Rhône-Alpes et Climat de l'Ain.
En 2010, le climat de la commune est de type climat océanique altéré, selon une étude du CNRS s'appuyant sur une série de données couvrant la période 1971-2000. En 2020, Météo-France publie une typologie des climats de la France métropolitaine dans laquelle la commune est dans une zone de transition entre le climat semi-continental et le climat de montagne et est dans la région climatique  Bourgogne, vallée de la Saône, caractérisée par un bon ensoleillement (1 900 h/an), un été chaud (18,5 °C), un air sec au printemps et en été et des vents faibles. 
Pour la période 1971-2000, la température annuelle moyenne est de 12,2 °C, avec une amplitude thermique annuelle de 18,3 °C. Le cumul annuel moyen de précipitations est de 861 mm, avec 9,8 jours de précipitations en janvier et 6,7 jours en juillet. Pour la période 1991-2020, la température moyenne annuelle observée sur la station météorologique de Météo-France la plus proche, « Lyon-Bron », sur la commune de Bron à 11 km à vol d'oiseau, est de 13,0 °C et le cumul annuel moyen de précipitations est de 820,8 mm,. Pour l'avenir, les paramètres climatiques de la commune estimés pour 2050 selon différents scénarios d'émission de gaz à effet de serre sont consultables sur un site dédié publié par Météo-France en novembre 2022.

### Voies de communication et transports

#### Transports en commun

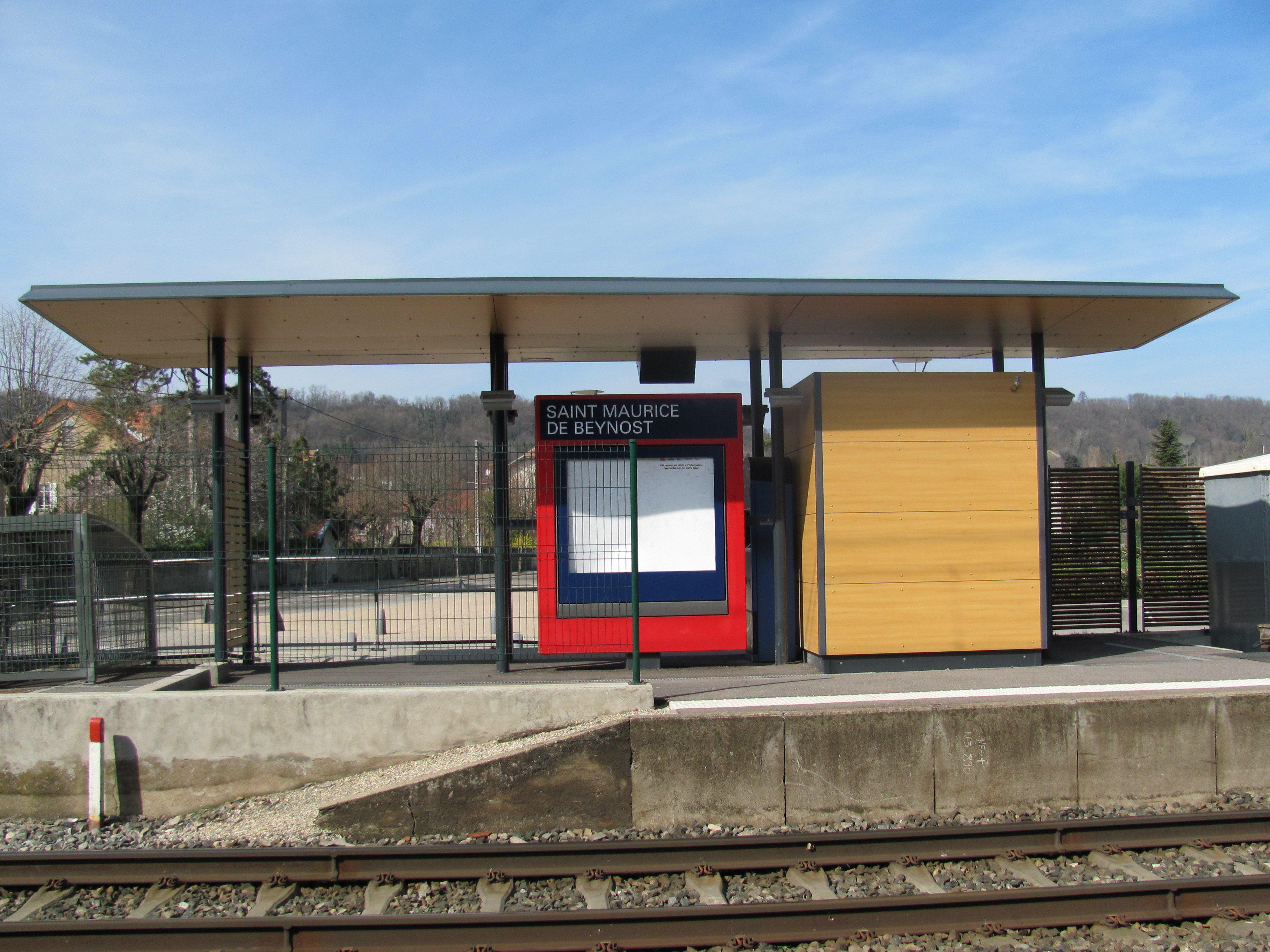
Vue de la halte ferroviaire de Saint-Maurice-de-Beynost.

Saint-Maurice-de-Beynost est desservie par plusieurs modes de transports en commun, permettant de rejoindre Lyon ou Ambérieu-en-Bugey.
Le réseau interurbain de l'Ain a plusieurs arrêts sur le territoire de la commune, en particulier sur la route départementale RD 1084, anciennement la route nationale 84, appelée également « route de Genève » : la ligne 132, entre Bourg-en-Bresse et Lyon et la Ligne 171, entre Montluel et Lyon.
La ligne 171 a des connexions avec le réseau Colibri sur le territoire de la commune.
Le réseau de bus Côtière liberté réseau intercommunal (Colibri) de la communauté de communes de Miribel et du Plateau dont l'exploitation débute en février 2012, compte trois arrêts à Saint-Maurice-de-Beynost sur la ligne 1 et neuf sur la ligne 2.
Aujourd'hui halte SNCF, la gare de Saint-Maurice-de-Beynost est desservie par des trains TER Rhône-Alpes qui circulent sur la ligne de Lyon-Perrache à Genève.

#### Transports routiers

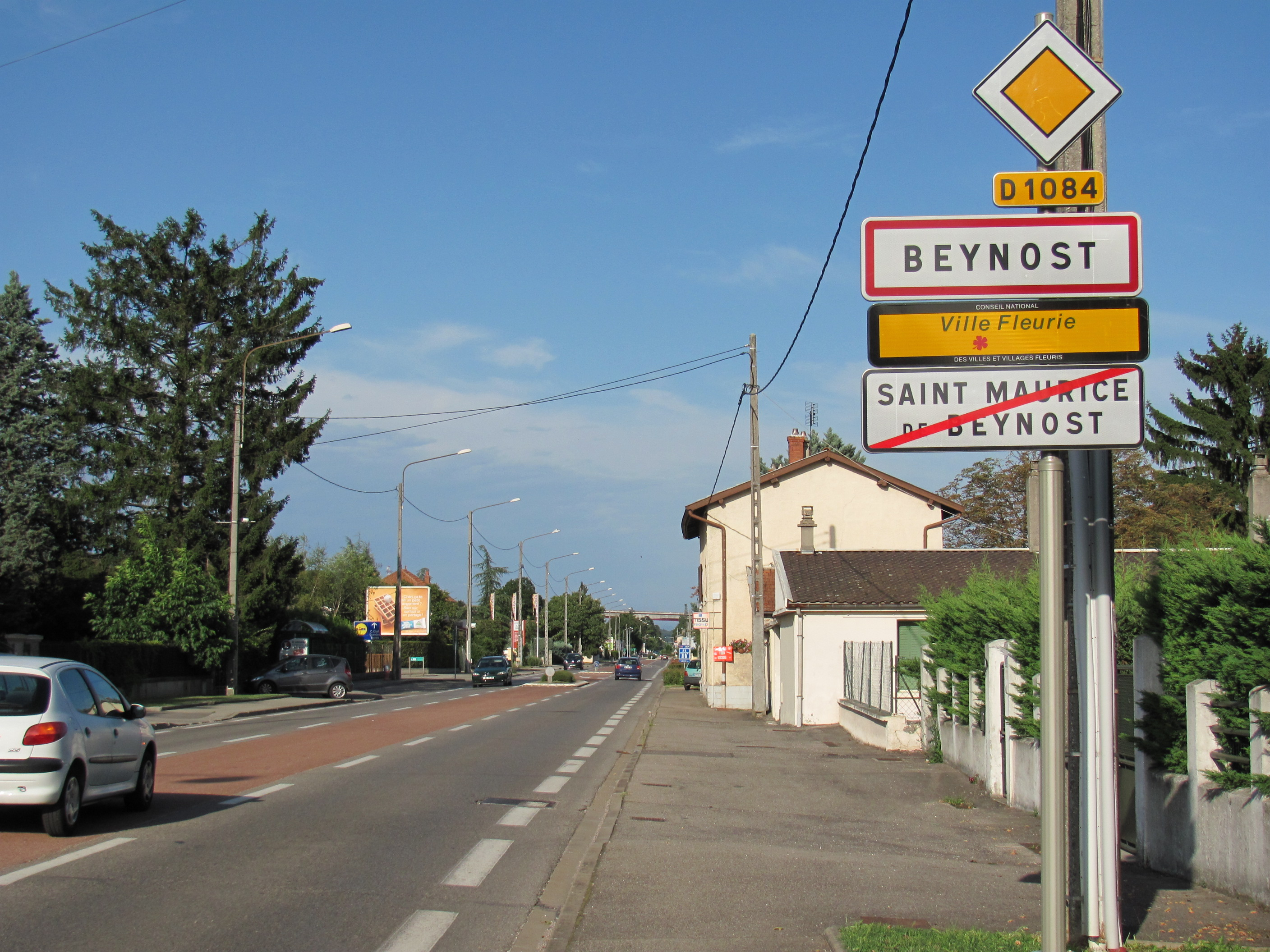
Vue de la Route de Genève, direction Beynost.

Le territoire de la commune est traversé par l'autoroute A42 dont le péage le plus proche est à Beynost. La sortie 5, dite de Saint-Maurice-de-Beynost, dessert la commune. Plus anecdotiquement, l’autoroute A432 intersecte le territoire communal, au point le plus au nord de celui-ci.
Le territoire communal est également traversé par la Route de Genève (RD 1084, ex-route nationale 84) qui sépare schématiquement « Saint-Maurice-le-Haut » de « Saint-Maurice-le-Bas », cette route se trouvant en bordure du coteau, séparant ainsi la zone de la plaine du canal de Miribel du coteau de la Côtière proprement dit.

## Urbanisme

### Typologie

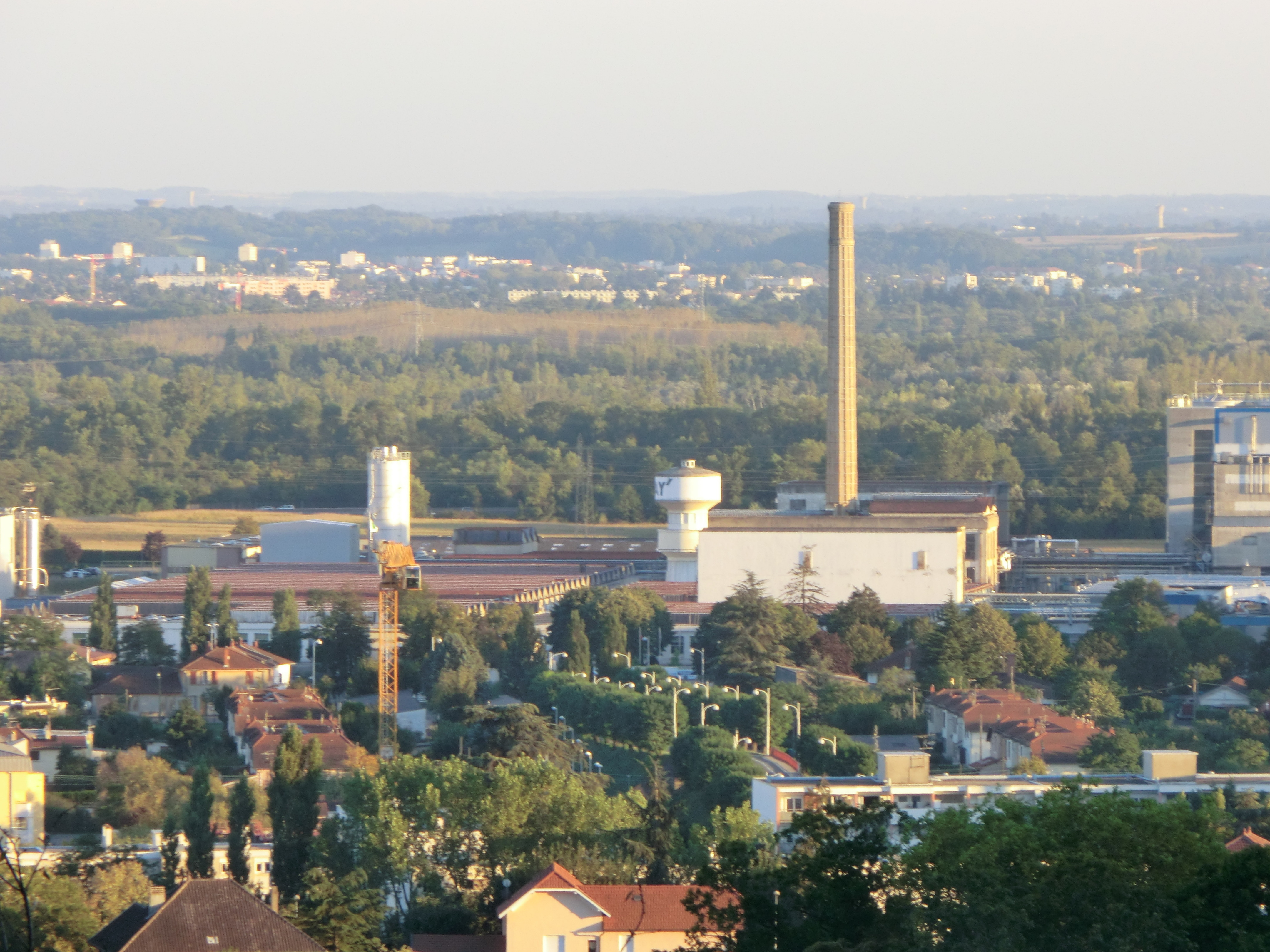
L'usine et sa cheminée, en 2012.

Au 1er janvier 2024, Saint-Maurice-de-Beynost est catégorisée centre urbain intermédiaire, selon la nouvelle grille communale de densité à 7 niveaux définie par l'Insee en 2022.
Elle appartient à l'unité urbaine de Lyon, une agglomération inter-départementale dont elle est une commune de la banlieue,. Par ailleurs la commune fait partie de l'aire d'attraction de Lyon, dont elle est une commune de la couronne,. Cette aire, qui regroupe 397 communes, est catégorisée dans les aires de 700 000 habitants ou plus (hors Paris),.

### Occupation des sols
L'occupation des sols de la commune, telle qu'elle ressort de la base de données européenne d’occupation biophysique des sols Corine Land Cover (CLC), est marquée par l'importance des territoires agricoles (53,4 % en 2018), en augmentation par rapport à 1990 (51 %). La répartition détaillée en 2018 est la suivante : 
terres arables (39,7 %), zones urbanisées (18 %), zones agricoles hétérogènes (13,7 %), zones industrielles ou commerciales et réseaux de communication (13,3 %), forêts (6,8 %), milieux à végétation arbustive et/ou herbacée (4,4 %), eaux continentales (4,2 %).
L'évolution de l’occupation des sols de la commune et de ses infrastructures peut être observée sur les différentes représentations cartographiques du territoire : la carte de Cassini (XVIIIe siècle), la carte d'état-major (1820-1866) et les cartes ou photos aériennes de l'IGN pour la période actuelle (1950 à aujourd'hui).

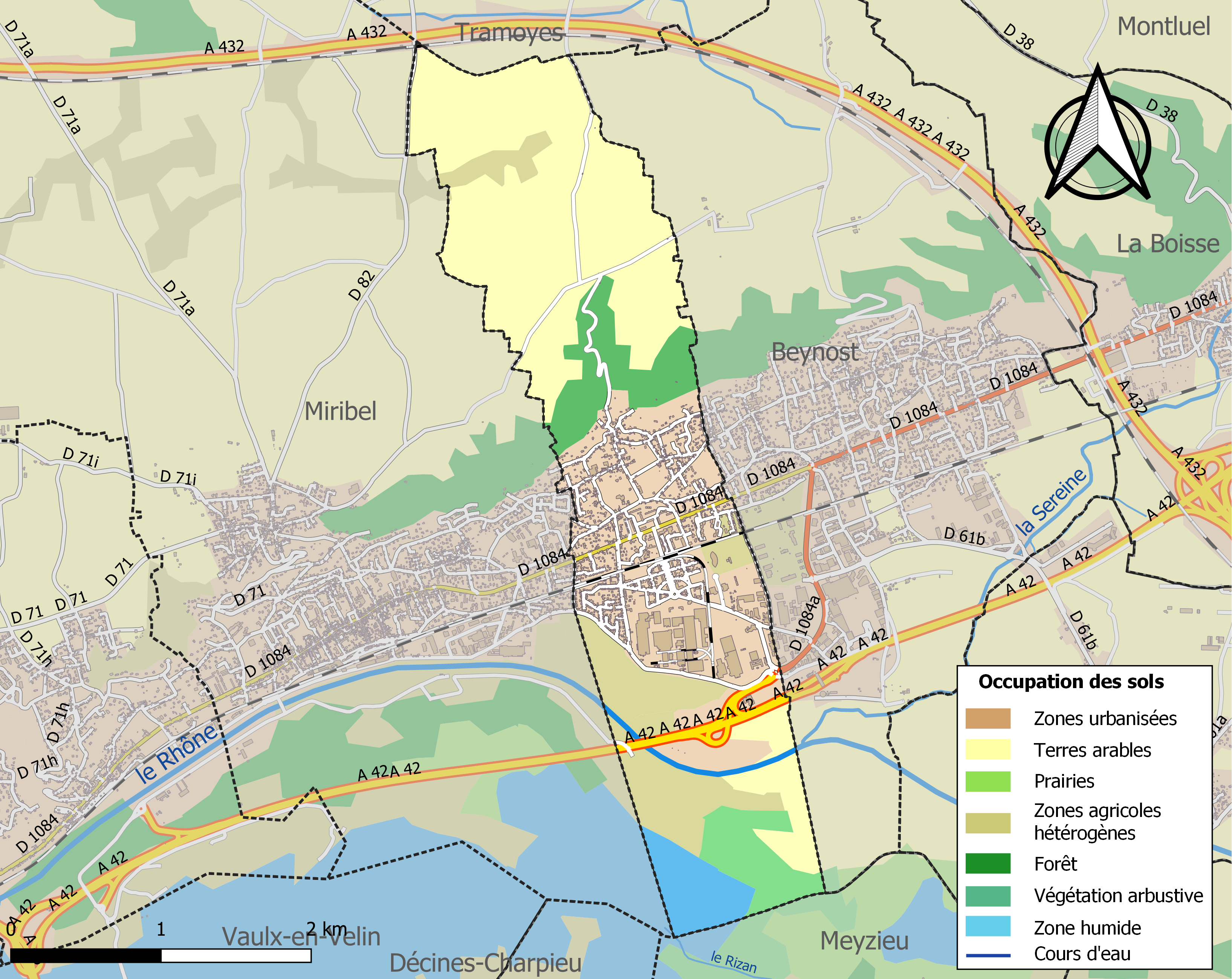
Carte des infrastructures et de l'occupation des sols de la commune en 2018 (CLC).

### Morphologie urbaine

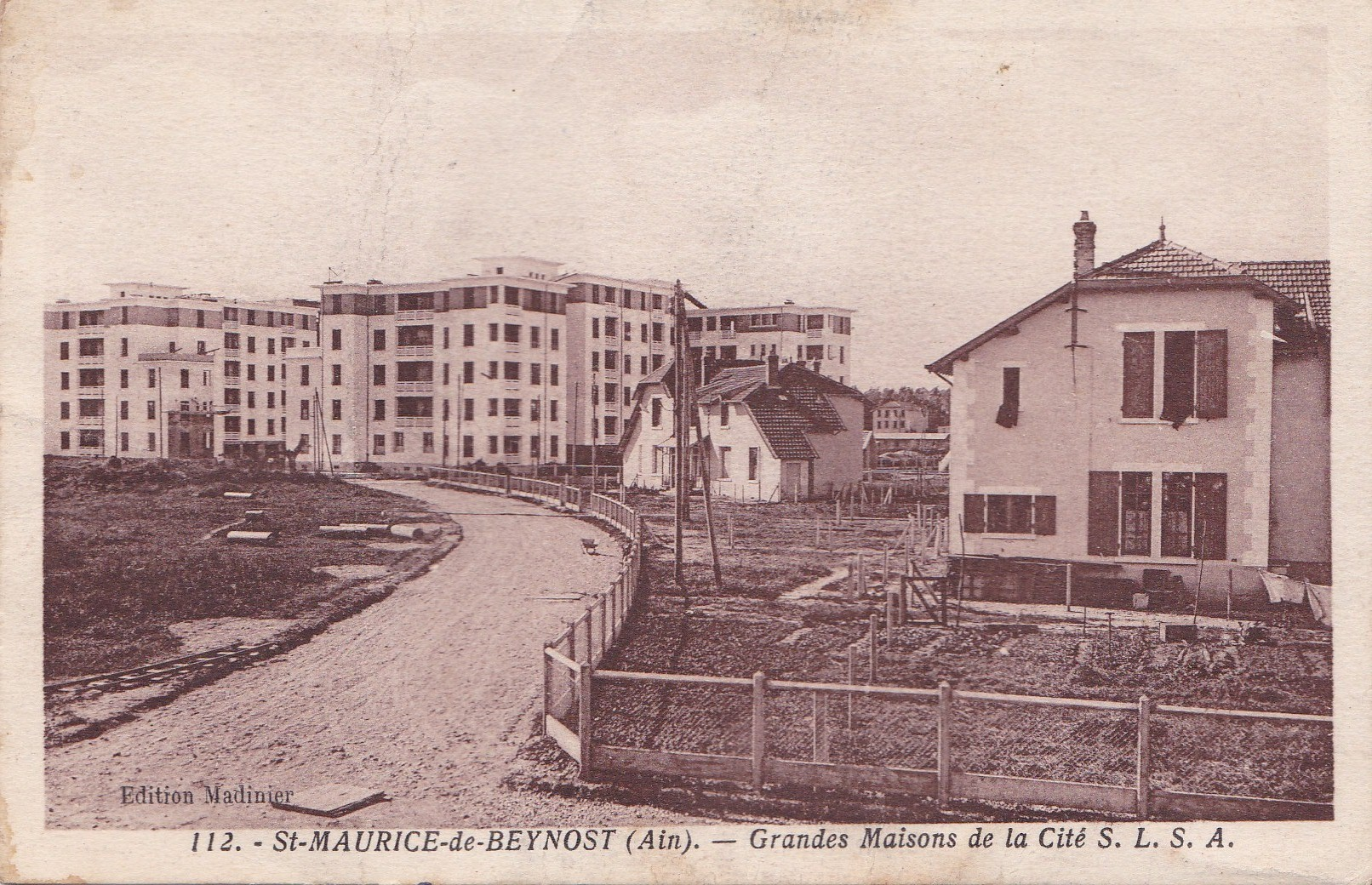
Vue de « La cité de la soie », dans les années 1930.

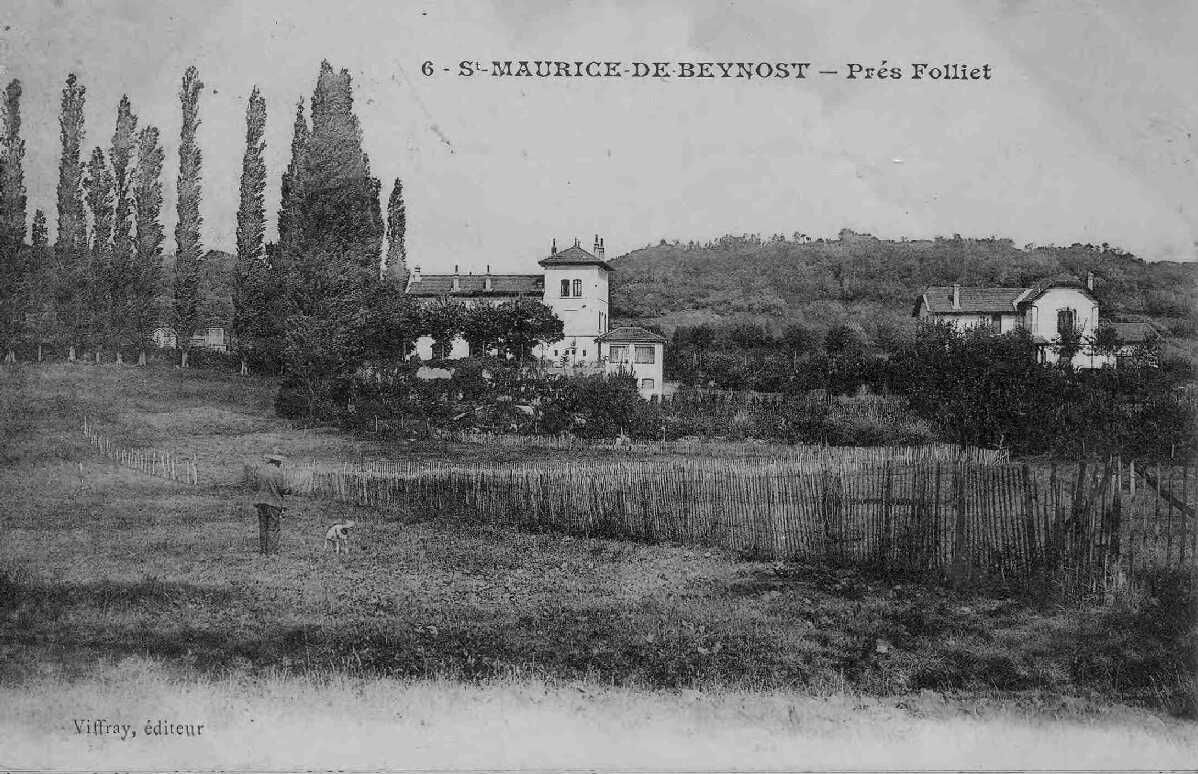
Carte postale ancienne du pré Folliet avant l'établissement du quartier homonyme.

Saint-Maurice-de-Beynost est, jusqu'aux années 1920, uniquement constituée par le petit bourg situé à flanc de coteau. Ce quartier reçoit usuellement le nom de « Vieux Saint-Maurice » ou « Saint-Maurice Le-Haut ». À partir des années 1920, à la suite de l'installation au sud du territoire communal, dans la zone des Brotteaux (plaine du Rhône), de la seconde usine de la Société lyonnaise de soie artificielle, cette partie du territoire s’urbanise, avec l'installation du quartier ouvrier de « La cité de la soie », à proximité de l'usine. Ce dernier a d'ailleurs fait l'objet d'une monographie photographique des Monuments historiques, réalisée par l’architecte Francisque Chevallet. Dans les années 1960, est construit le quartier dit « Les Folliets ».
Chronologiquement, les grandes zones successives de l'urbanisation à Saint-Maurice-de-Beynost furent « La cité de la soie » (à partir de 1929), « Les Folliets » (années 1960 et 70) puis la « Résidence Saint-Maurice » (1975-1980) et la « ZAC des Brotteaux » (1990).

### Logement
Aujourd'hui, l'habitat collectif est exclusivement représenté dans « Saint-Maurice-le-Bas », le principal quartier d'habitat collectif étant le quartier dit « Les Folliets », d'une superficie de 5 ha ; il est situé en bordure de la route de Genève.
En 2009, le nombre total de logements dans la commune était de 1 537. Parmi ces logements, 95,8 % étaient des résidences principales, 0,5 % des résidences secondaires et 3,7 % des logements vacants.
Ces logements étaient pour 45,1 % d'entre eux des maisons individuelles et pour 52,1 % des appartements. La proportion des résidences principales, propriétés de leurs occupants était de 59,1 % (contre 55,7 % en 2007).

## Toponymie
En Occident, tous les toponymes en « Saint-Maurice » font référence à Maurice d'Agaune, parfois indirectement ; en l'occurrence, le toponyme de la ville en 1320 était en latin : Saint Muris, en référence à Maurice d'Agaune.
D'autre part, « Beynost » dénote une influence linguistique du francoprovençal. Son origine proviendrait du nom de personne gaulois Baginos ou peut-être du nom de personne roman Bagiennus, suivi du suffixe ligure -oscu(m) (cf. nom en -osc).

## Histoire

### Antiquité
Avant la conquête romaine, le territoire du département de l'Ain est occupé par le peuple gaulois des Ambarres, dont le nom signifie « vivant des deux (amb) côtés de la Saône (Arar, la Saône) ». Cette toponymie se retrouve dans le nom d'Ambérieux-en-Dombes en amont du Rhône et au nord-est de Saint-Maurice-de-Beynost.
La conquête romaine ne laisse pas de trace tangible dans le département et le territoire communal est mal connu, notamment en l'absence totale de découverte archéologique ou de source bibliographique. Toutefois, la présence romaine semble avoir pour conséquence une remontée des populations de la plaine fluviale au sommet ou sur la crête de la Côtière, probablement due à la traversée de la voie romaine d'Helvétie et de Germanie que l'on suit régulièrement entre Lugdunum, l'antique ville de Lyon, aux points plus en amont du Rhône comme Montluel pour aboutir à Saint-Sorlin-en-Bugey où l'on perd sa trace plus à l'est. La voie pourrait ainsi atteindre Genève pour relier Lugdunum, alors capitale des Gaules, aux colonies de Noviodunum (actuelle Nyon sur les bords du lac Léman) et d'Augusta Raurica (actuelle Augst) en Helvétie.
Le Rhône serait en revanche peu navigable bien que le transport de matériaux comme les pierres de Seyssel soit attesté.

### Moyen Âge et Renaissance

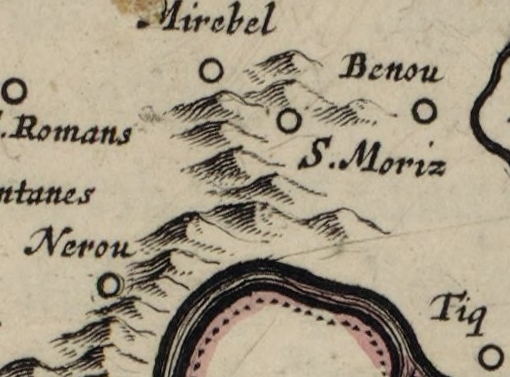
Extrait d'une carte de la Bresse du XVIIe siècle indiquant Saint-Maurice-de-Beynost sous la dénomination « S. Moriz ».

Au Moyen Âge, à l'instar de Miribel, dont la proximité est immédiate, la commune semble avoir fait partie du royaume de Bourgogne jusqu’en 943. Ensuite et jusqu'au XIIe siècle, le territoire de la commune actuelle aurait dépendu du comté de Mâcon pour enfin, être intégré à la maison de Chalon (centrée sur l'actuelle ville de Chalon-sur-Saône).
Au XIIIe siècle, il est avéré sur le polyptyque de l'église Saint-Paul de Lyon qu'il y a deux paroisses à Bayno : l'une sous la titulature de Saint-Julien à l'est et une autre sous le vocable de Saint Maurice. L'église Saint-Maurice existait depuis au moins le XIIe siècle et appartenait au siège métropolitain de Lyon. L'archevêque Pierre Ier (qui fut archevêque de Lyon de 1131 à 1139) la vendit aux chanoines du chapitre de Saint-Paul.
Il n'y eut jamais de seigneurie à Saint-Maurice-de-Beynost et tout comme Beynost, le village dépendait de la seigneurie de Montluel. Néanmoins, les archives témoignent de l'existence d'un petit arrière-fief détenu par Claude Ferlay de Sathonay, possesseur à Saint-Maurice-de-Beynost (la toponymie de La Sathonette proviendrait du patronyme de ce possesseur).
Le 5 janvier 1334, Jean le Bon cède les terres seigneuriales de Montluel (dont Saint-Maurice-de-Beynost) à Amédée VI de Savoie ; cette cession est entérinée par le traité de Paris de 1355. Le 17 janvier 1601, par le traité de Lyon, Henri IV annexe les possessions savoyardes de la région, à la France : Saint-Maurice-de-Beynost est alors entièrement française.

### Révolution française
Lorsque la Révolution française survint, Saint-Maurice-de-Beynost dépendait du marquisat de Miribel ; les décrets de la nuit du 4 août 1789 ont pour conséquence de l'abolir. La commune fait alors partie des villes françaises ayant changé de nom au cours de la Révolution : son nom était alors Commune-La-Fontaine puis Maurice-La-Fontaine.
Martin Lejéas-Carpentier, homme politique français, avait acquis le domaine de La Sathonnette peu avant la Révolution française : il s'y réfugia quelque temps pendant cette période.

### DuXIXeauXXesiècle
Au XIXe siècle, Saint-Maurice-de-Beynost est un petit village vivant essentiellement de la polyculture incluant celle de la vigne.
Entre 1920 et 1930, la région lyonnaise voit l'installation d'une ceinture de nouvelles usines textiles, en particulier à Saint-Maurice-de-Beynost. En effet, la Société lyonnaise de soie artificielle est créée en 1929 à Saint-Maurice-de-Beynost. Le besoin en main-d'œuvre ouvrière multiplie alors par cinq la population, entre 1926 et 1931.
L'usine devient par la suite la Cellophane ; elle connaît de grandes grèves en particulier en 1967 pour les conditions salariales et en 1976 pour l'obtention de la garantie de l'emploi.

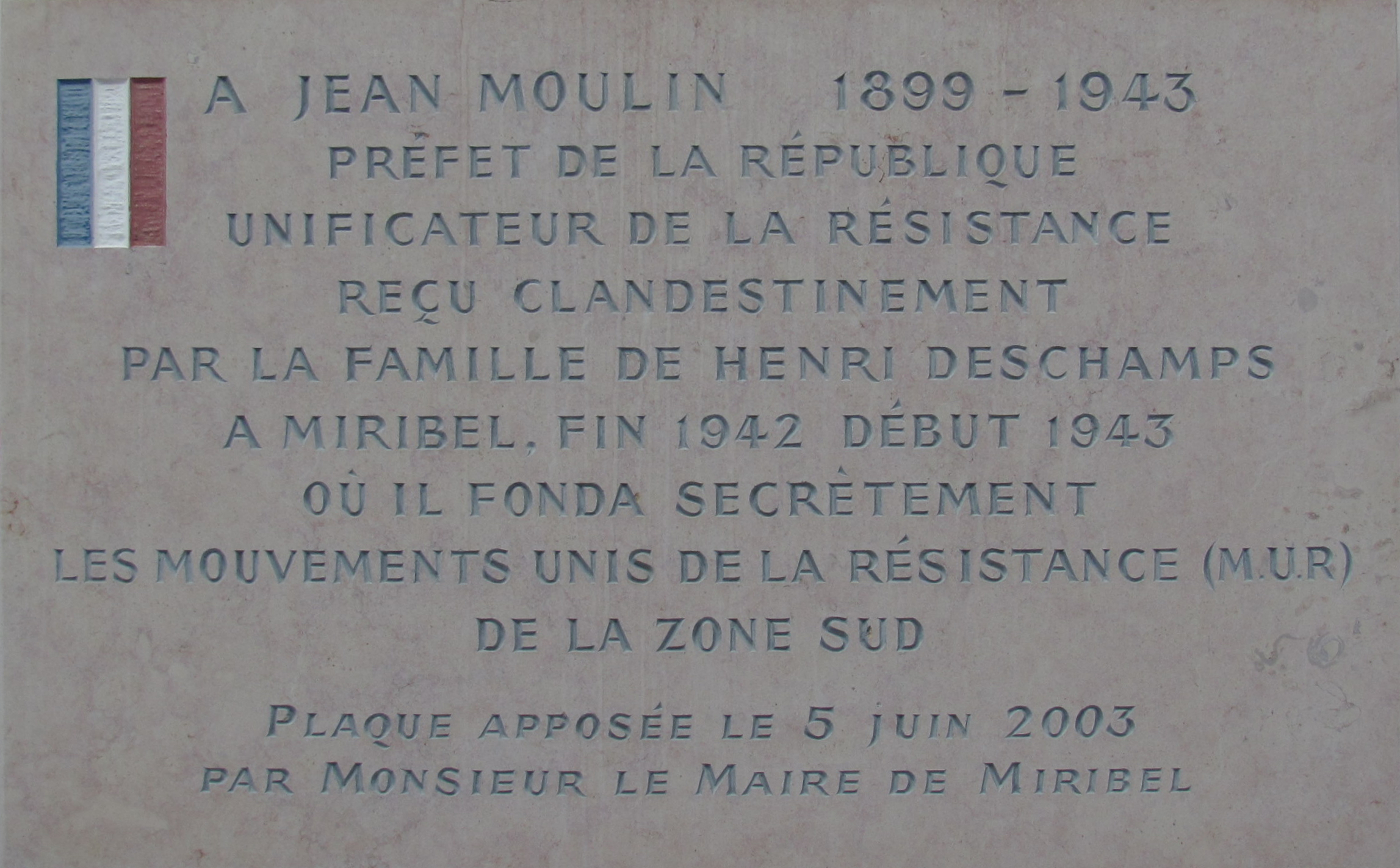
Plaque commémorative de la création des Mouvements unis de la Résistance, à Miribel.

Durant la Seconde Guerre mondiale, à Miribel, les Mouvements unis de la Résistance sont créés à la suite de réunions entre Jean Moulin, Henri Frenay, chef du mouvement Combat, d'Emmanuel d'Astier de La Vigerie, chef de Libération-Sud, Jean-Pierre Lévy, chef de Franc-Tireur au domicile d'Henri Deschamps. La formalisation de cette unification a eu lieu le 26 janvier 1943.
À quelques kilomètres de Saint-Maurice-de-Beynost, à Neyron, furent assassinés par la milice française Hélène et Victor Basch, en janvier 1944. Sur le lieu précis de leur exécution est aujourd'hui érigé le mémorial Hélène-et-Victor-Basch.
Saint-Maurice-de-Beynost dépendait du camp Didier basé à Mionnay, le 4e secteur de l'armée secrète dans le Rhône. Le camp Didier participa à la libération de Meximieux, évènement qui valut à cette ville d'être décorée de la médaille de la Résistance.
Le militaire et résistant, Compagnon de la Libération, Claudius Four (1895-1943) est né à Saint-Maurice-de-Beynost,.

## Politique et administration

### Tendances politiques et résultats
Le vote à Saint-Maurice-de-Beynost favorise le plus souvent la gauche. Cette tendance semble confirmée par la plupart des consultations électorales récentes, locales et nationales.
À l'élection présidentielle française de 2012, le premier tour voit François Hollande (PS) arriver en tête avec 29,87 % des suffrages exprimés, suivi de Nicolas Sarkozy (UMP) avec 23,90 % et Marine Le Pen (FN) créditée de 20,36 % ; la participation a été de 82,14 %. Au second tour, François Hollande obtient 53,77 % des suffrages exprimés contre 46,23 % à Nicolas Sarkozy (participation : 80,60 %). Au second tour en 2007, Nicolas Sarkozy (UMP) obtient 53,82 % contre 46,18 % pour Ségolène Royal (PS). La participation est alors de 84,11 %. Cette dernière est nettement supérieure à celle du second tour de l'élection présidentielle de 2002 qui était de 77,69 % : les électeurs avaient alors voté à 73,26 % pour Jacques Chirac (RPR) et à 26,24 % pour Jean-Marie Le Pen (FN).
Aux élections cantonales de 2011, le second tour voit Pierre Goubet (DVG) obtenir 73,7 % contre 26,3 % pour Caroline Terrier (UMP). La participation était de 38 %.
Lors du scrutin municipal de 2008 il y eut un seul tour : la liste DVG menée par Pierre Goubet, Mieux vivre à Saint-Maurice obtenant 77,81 % des voix (taux de participation : 59,18 %).

### Administration municipale
Le nombre d'habitants étant compris entre 3 500 et 5 000, le nombre de membres du conseil municipal est de 27. En 2008, leur répartition politique est la suivante :

### Liste des maires
Cinq maires se sont succédé depuis 1945 :
| Période          | Période   | Identité       | Étiquette | Qualité                                                                                   |
| ---------------- | --------- | -------------- | --------- | ----------------------------------------------------------------------------------------- |
| 23 novembre 1945 | 1965      | Jean Chosson   |           |                                                                                           |
| 1965             | 1976      | André Trichard |           |                                                                                           |
| 1976             | 1981      | Docteur Riou   |           | Médecin                                                                                   |
| 1981             | mars 2001 | Odette Mader   |           | Présidente de la CCMP                                                                     |
| mars 2001        | En cours  | Pierre Goubet  | DVG       | Cadre Conseiller général du canton de Miribel de 2009 à 20151er vice-président de la CCMP |

### Politique environnementale

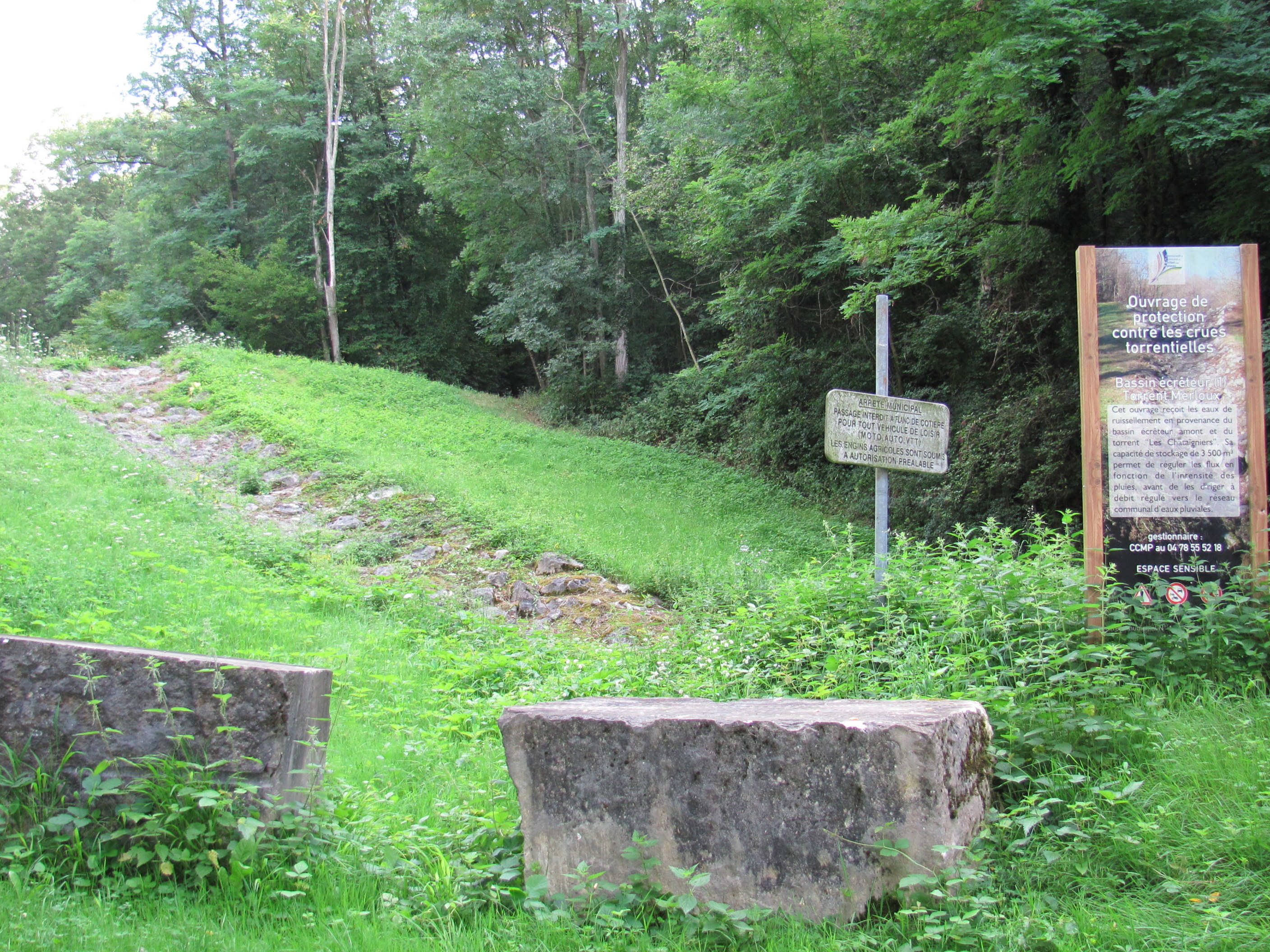
Aménagement du torrent Merloux, sur le coteau à Saint-Maurice-de-Beynost, en direction de Tramoyes.

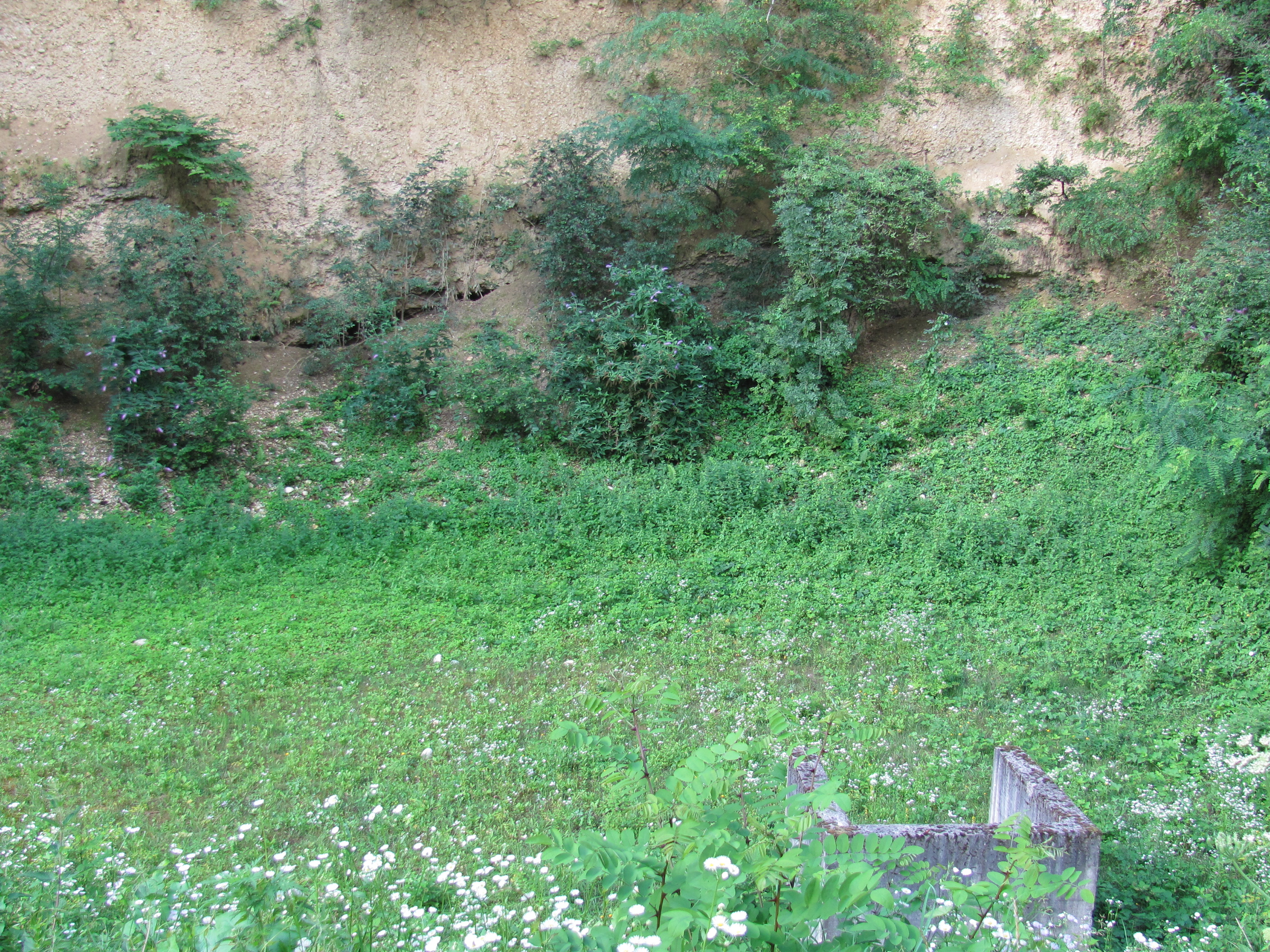
Bassin écrêteur « Les Chataigniers » permettant de stocker 1000 m3.

Saint-Maurice-de-Beynost est partie prenante du Symalim, le syndicat de gestion du grand parc de Miribel-Jonage dont deux des vocations principales sont : « maintenir le champ d’expansion des crues » et « préserver et valoriser le patrimoine naturel ».
Le risque d'inondations dues au ruissellement sur le coteau est particulièrement élevé à Saint-Maurice-de-Beynost ; en effet, la commune a connu plusieurs arrêtés de catastrophe naturelle entre dans les années 1990 et 2000. Par conséquent, Saint-Maurice-de-Beynost est concernée par un plan de prévention, d'abord initié par la commune, puis par la suite, repris par la communauté de communes de Miribel et du Plateau ; en particulier, la création de bassins de rétention (dans chaque commune) et la construction de gabions (empierrement) sur le coteau, destinés à casser la vitesse de ruissellement ; on peut notamment citer la réalisation d'un bassin de rétention à la limite entre Beynost et Saint-Maurice-de-Beynost et en direction de Tramoyes : le bassin écrêteur « Les Châtaigniers » permettant de stocker 1 000 m3.
Au sud, même si les risques d'inondations dues au Rhône paraissent moins élevés qu'à Thil. De manière générale, le risque naturel à Saint-Maurice-de-Beynost est donc essentiellement lié aux crues : d'une part celles de type torrentielles issues du Merloux et d'un autre torrent nommé La Limite et d'autre part celles de type fluvial, liées à la présence du canal de Miribel. Outre le risque naturel, Saint-Maurice-de-Beynost est également concernée par le risque industriel lié à la présence de l'usine Toray Plastics Europe sur le territoire communal, mais également par le risque lié au transport de matières dangereuses par la présence sur son territoire de l'autoroute et de la ligne de chemin de fer. Enfin, la commune est, dans une moindre mesure, concernée par le risque lié à la rupture de barrages : celui de Vouglans et celui de Coiselet. Face à ses risques, des plans de sauvegarde sont établis au niveau départemental, intercommunal et même municipal (par exemple, les différents plans communaux de sauvegarde).

### Jumelages
Au 14 septembre 2012, Saint-Maurice-de-Beynost n'est jumelée avec aucune autre commune.

## Population et société

### Démographie
L'évolution du nombre d'habitants est connue à travers les recensements de la population effectués dans la commune depuis 1793. Pour les communes de moins de 10 000 habitants, une enquête de recensement portant sur toute la population est réalisée tous les cinq ans, les populations de référence des années intermédiaires étant quant à elles estimées par interpolation ou extrapolation. Pour la commune, le premier recensement exhaustif entrant dans le cadre du nouveau dispositif a été réalisé en 2007.
En 2022, la commune comptait 4 243 habitants, en évolution de +7,01 % par rapport à 2016 (Ain : +5,15 %, France hors Mayotte : +2,11 %).
| 1793 | 1800 | 1806 | 1821 | 1831 | 1836 | 1841 | 1846 | 1851 |
| ---- | ---- | ---- | ---- | ---- | ---- | ---- | ---- | ---- |
| 262  | 250  | 252  | 286  | 322  | 320  | 320  | 324  | 320  |

| 1856 | 1861 | 1866 | 1872 | 1876 | 1881 | 1886 | 1891 | 1896 |
| ---- | ---- | ---- | ---- | ---- | ---- | ---- | ---- | ---- |
| 316  | 311  | 318  | 307  | 286  | 263  | 273  | 287  | 289  |

| 1901 | 1906 | 1911 | 1921 | 1926 | 1931  | 1936  | 1946  | 1954  |
| ---- | ---- | ---- | ---- | ---- | ----- | ----- | ----- | ----- |
| 300  | 338  | 318  | 319  | 365  | 1 536 | 1 576 | 1 634 | 1 797 |

| 1962  | 1968  | 1975  | 1982  | 1990  | 1999  | 2006  | 2007  | 2012  |
| ----- | ----- | ----- | ----- | ----- | ----- | ----- | ----- | ----- |
| 2 011 | 2 695 | 2 791 | 3 503 | 3 468 | 4 020 | 3 903 | 3 885 | 3 863 |

| 2017  | 2022  | - | - | - | - | - | - | - |
| ----- | ----- | - | - | - | - | - | - | - |
| 3 967 | 4 243 | - | - | - | - | - | - | - |

### Enseignement

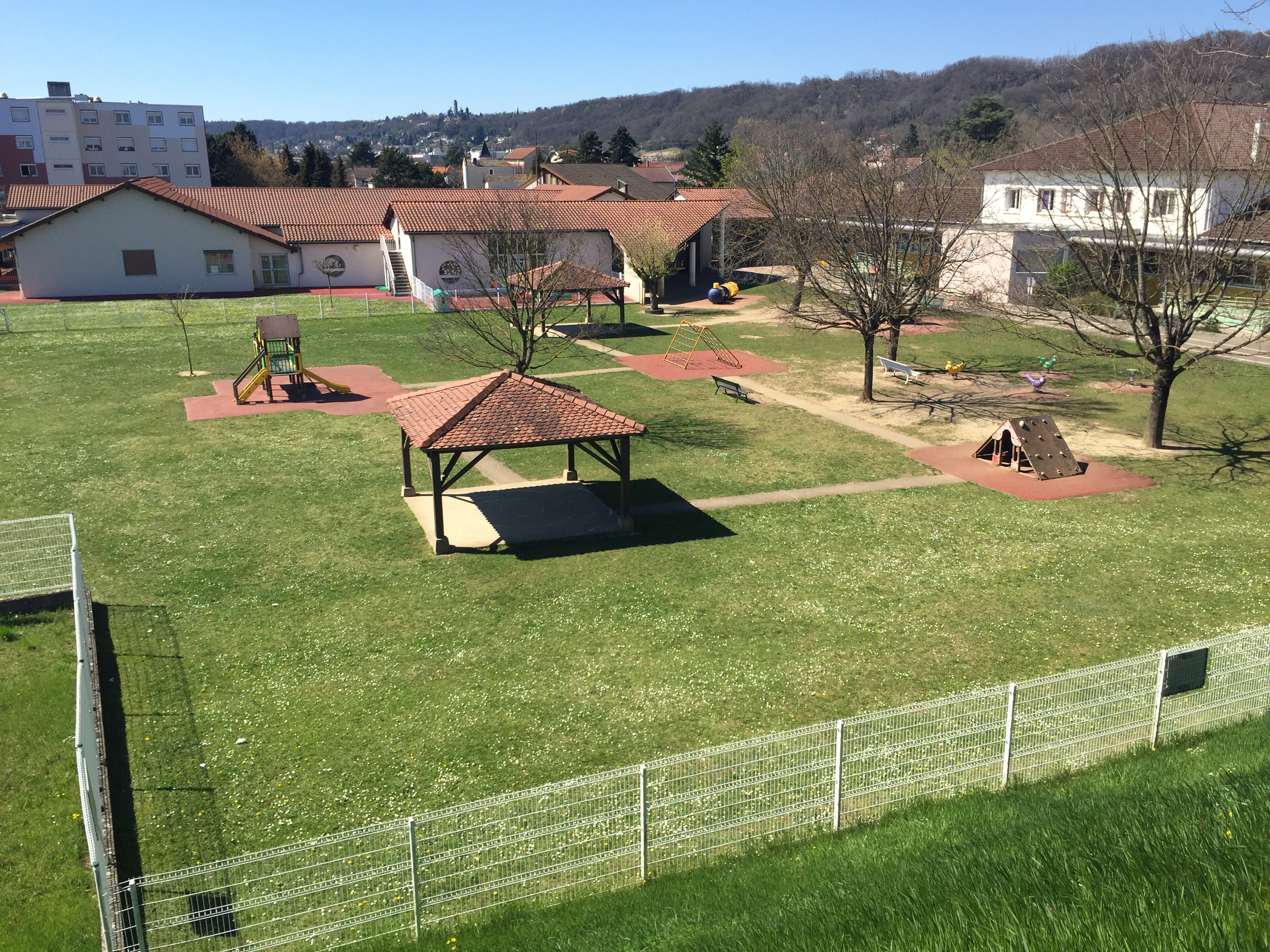
Vue de l'école maternelle Antoine-de-Saint-Exupéry.

Saint-Maurice-de-Beynost est située dans l'académie de Lyon.
La commune administre la crèche Françoise-Dolto, l'école maternelle Antoine-de-Saint-Exupéry et école élémentaire Jacques-Prévert.
Deux collèges sont situés à proximité de Saint-Maurice-de-Beynost : le collège Louis-Armstrong à Beynost et le collège Anne-Frank à Miribel.
Le lycée le plus proche, le lycée de La Côtière, est situé à La Boisse.

#### École arménienne
Une des dix écoles hebdomadaires de la Croix Bleue des Arméniens de France est située à Saint-Maurice-de-Beynost ; elle y délivre des cours d'arménien occidental.

### Manifestations culturelles et festivités

Lex-centre culturel Jacques-Brel rebaptisé Artémis en 2013.

Un certain nombre de festivités ponctuent l'année. En janvier, les traditionnels vœux du maire aux entreprises et associations ; en juillet, la vogue de Saint-Maurice-de-Beynost ; enfin, en décembre, se déroulent le marché de Noël et le cross des papillotes à La Sathonette. Le 8 décembre, la Fête des Lumières est particulièrement suivie, nombre d'habitations de la ville étant alors illuminées de bougies.
Plusieurs bâtiments communaux permettent l'accueil de manifestations : le centre de loisirs Marcel-Cochet, du nom du secrétaire du comité d'entreprise de l'usine Rhône-Poulenc, (qui abrite également la bibliothèque municipale), avenue Maréchal-Foch, propose régulièrement des spectacles, des pièces de théâtre et des concerts, le centre culturel Jacques-Brel, qui accueille les associations de la ville et dans lequel sont organisées des manifestations culturelles et la salle des fêtes. Aujourd'hui, il a été remplacé par le centre centre socio-culturel Artemis qui est pourvu d'une bibliothèque reliée au réseau de la CCMP, ainsi que d'une salle de spectacle et une salle polyvalente. Enfin, le bâtiment principal de La Sathonette accueille parfois des manifestations.
En 2013, est lancé le nouveau projet de centre socio-culturel nommé Artémis qui occupe l'ex-centre Jacques-Brel. Les activités culturelles ainsi que la bibliothèque municipale sont donc déplacées du centre Marcel-Cochet vers ce bâtiment. Le déménagement de la bibliothèque vers l'espace dédié de 190 m2 à Artémis, est effectif en août 2013. L'inauguration du lieu rénové s'est déroulée le 31 août 2013,.
Signalons enfin l'association Clara des Portugais de Saint-Maurice-de-Beynost, qui gère d'ailleurs un local situé avenue Branly.

### Santé
Un certain nombre de praticiens indépendants sont installés à Saint-Maurice-de-Beynost : plusieurs médecins et plusieurs dentistes ; de plus, une pharmacie est localisée à Saint-Maurice-de-Beynost, route de Genève.
Le service d'urgence le plus proche est celui de la clinique « Lyon Nord » à Rillieux-la-Pape.
Un des centres de la CPAM de l'Ain est localisé à Saint-Maurice-de-Beynost. L'EHPAD Les Mimosas est implanté Montée de La Paroche.
Depuis juillet 2019, les locaux de la Croix-Rouge française de l'unité Dombes-Côtière sont basés aux Folliets à Saint-Maurice-de-Beynost. Ces locaux incluent une vestiboutique,.

### Sports

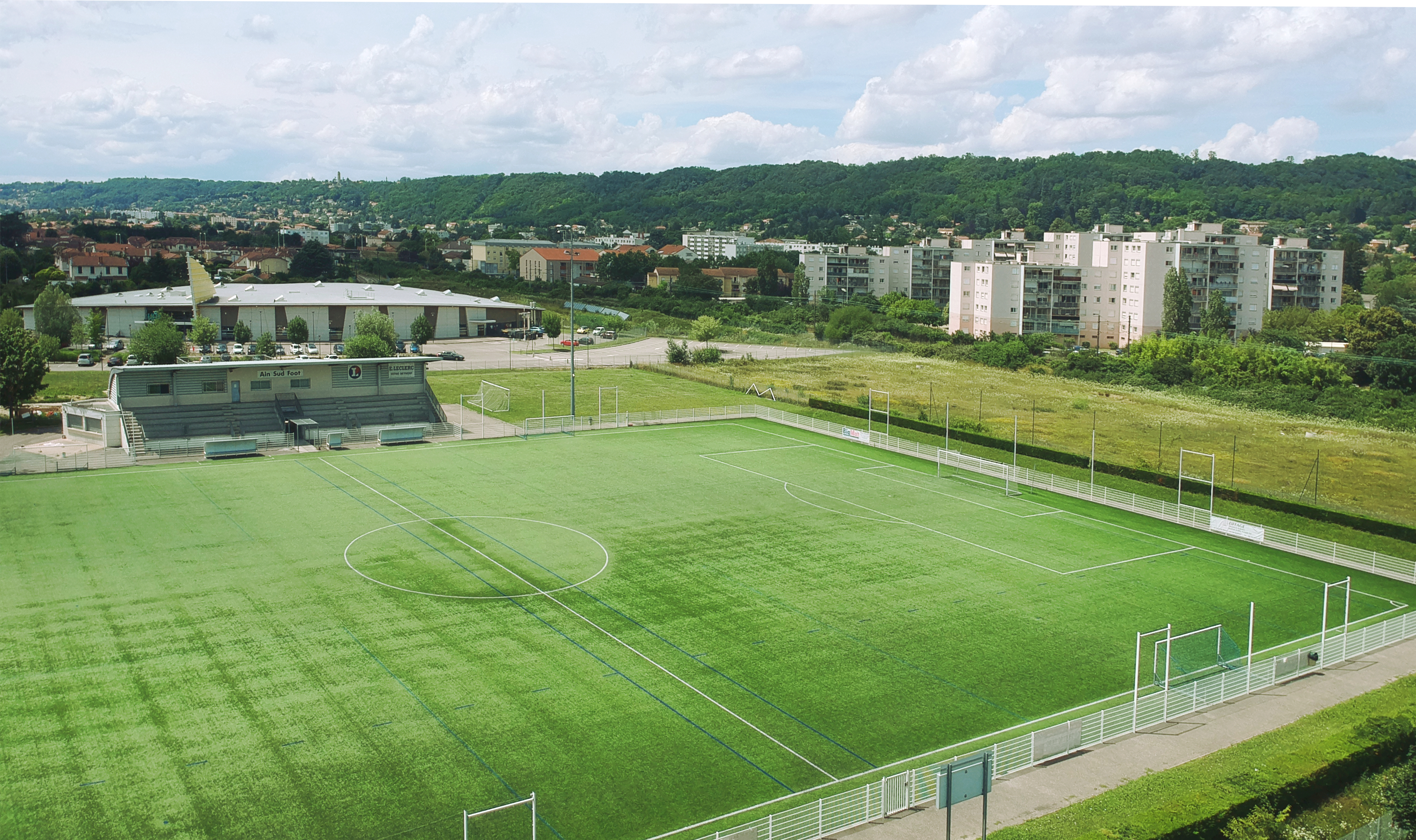
Le stade du Forum à Saint-Maurice-de-Beynost, ici en 2018.

Vue de LILÔ à Saint-Maurice-de-Beynost.

Grâce entre autres à la répartition communautaire des équipements, Saint-Maurice-de-Beynost compte un certain nombre d’équipements sportifs, la plupart installés autour du Forum des sports : par exemple, le stade du Forum du club de football Ain Sud, plusieurs courts de tennis du club Saint-Maurice Tennis, la salle de savate du Saint-Maurice-de Beynost-Savate, le boulodrome du club de boules (Olympique Boules Saint-Maurice-de-Beynost) et le centre nautique communautaire LILÔ, inauguré le 5 novembre 2011.
En 2009, Ain Sud était la première association du département de l’Ain en nombre de licenciés. Le club évoluait en Honneur Régional jusqu'à la saison 2011-2012, au sein de la Ligue Rhône-Alpes de football. Lors de la saison 2012-2013, à la suite de sa promotion, le club évolue en Division d'Honneur. Depuis 2017, Ain Sud Foot évolue en Nationale 3.
Ce club résulte d'une fusion de quatre clubs de la Côtière en 1999 : l'Olympique Saint-Maurice, l’ES Beynost, l’US Miribel et le FC Neyron.
Jean-Christophe Devaux, ancien joueur de l'Olympique lyonnais et du RC Strasbourg y a joué et entraîné de 2009 à 2013. À noter que Jean Djorkaeff a fait ses premières armes de jeune footballeur à l'Olympique Saint-Maurice. C'est également le cas de Joseph-Désiré Job.

### Médias
La municipalité édite un bimestriel  d'information locale, « Les Échos de Saint-Maurice ». De plus, le journal Le Progrès propose une édition quotidienne dédiée à la Dombes et à la Côtière.
Enfin, deux hebdomadaires proposent des informations sur Saint-Maurice-de-Beynost : Voix de l'Ain qui propose des informations locales pour les différentes régions du département de l'Ain et Bugey-Côtière.
Une station radio locale émet depuis Montluel, la Fréquence Côtière. Depuis les années 2000, son nom a évolué pour devenir la station FC radio, l'essentiel.

### Cultes

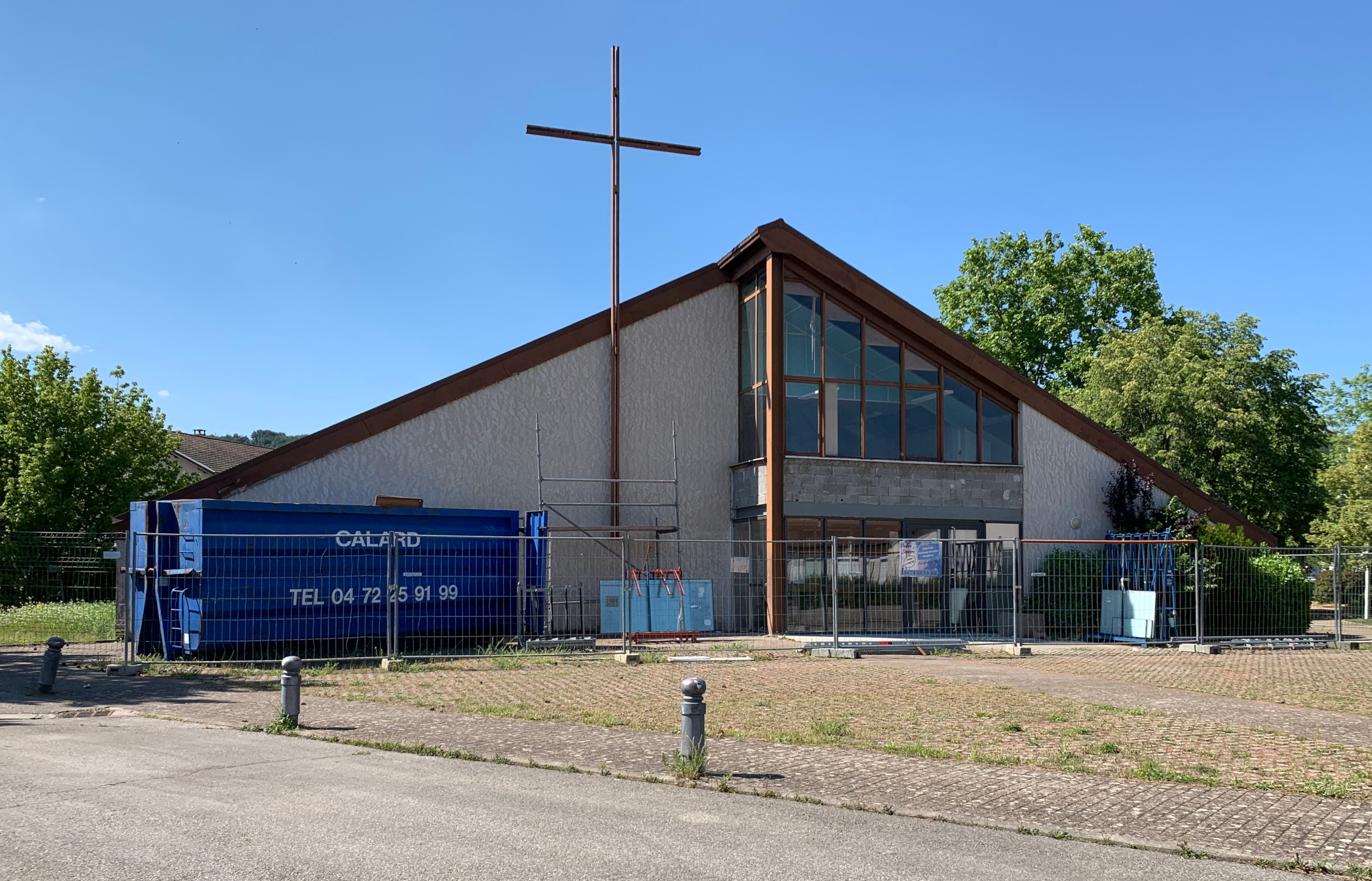
L'église Notre-Dame en travaux en mai 2020.

Au sein du diocèse de Belley-Ars dans l'archidiocèse de Lyon, la commune dépend du groupement paroissial de Miribel qui dispose d'un lieu de culte à Saint-Maurice-de-Beynost : l'église Notre-Dame. Au sein de ce groupe paroissial, se trouvent également : Miribel, Thil, le Mas Rillier, Beynost, Neyron et Les Échets, c'est-à-dire les paroisses se trouvant dans le canton de Miribel. La construction de l'église débuta en 1972 ; elle fut bénie par René Fourrey, évêque de Belley, le 1er juillet 1973. Son architecte lyonnais est Longeray. Une autre église, datant du XIIe siècle est située sur le territoire communal : l'église Saint-Maurice. Elle n'est plus utilisée comme lieu de culte. À noter également, que Saint-Maurice-de-Beynost se trouve sur le parcours du pèlerinage de Saint-Jacques-de-Compostelle (section Genève - Lyon).

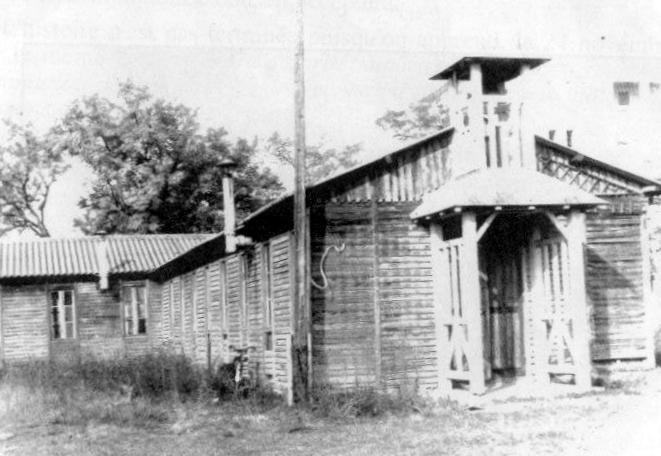
La chapelle Notre-Dame-des-Bruyères (1930-1972) alors située sur l'emplacement actuel de la cantine de l'usine.

De 1930 à 1972, existait à proximité de l'usine textile et chimique de Saint-Maurice-de-Beynost, la chapelle Notre-Dame-des-Bruyères, entièrement en bois, utilisée par les habitants du quartier ouvrier (construit à partir des années 1930).
Concernant le culte musulman, à proximité de Saint-Maurice-de-Beynost, la mosquée la plus proche se trouve à Miribel.

### Sécurité
En novembre 2005, au cours des émeutes, la crèche Françoise-Dolto est totalement incendiée (elle a depuis été reconstruite) ainsi que deux salles de la toute proche école maternelle Antoine-de-Saint-Exupéry.
Le 15 novembre 2012, le ministère de l'Intérieur annonce le détail des quarante-neuf zones de sécurité prioritaire (quinze d'entre elles avaient été présentées dès l'été 2012). Les communes de Saint-Maurice-de-Beynost et de Miribel forment l'une d'entre elles, celle-ci faisant partie de la « seconde vague » et est relative à une zone « gendarmerie nationale ». Cette ZSP constitue la seule du département de l'Ain. Elle implique en 2013, l'affectation de gendarmes supplémentaires à la brigade de Miribel. Cette décision de création de ZSP a étonné les élus locaux : Jacques Berthou a par exemple rappelé que « la commune de Miribel ne se singularise pas par sa délinquance » ; Pierre Goubet, de son côté, a déclaré que « ce n'est pas une bonne publicité. Mais les habitants savent que ce n'est pas le far-west ».
En 2013, la municipalité décide l'installation de la vidéosurveillance sur le territoire « dans le courant de l’année ». Lors du conseil municipal du 25 avril 2013, un vote du conseil municipal (17 voix pour et 3 abstentions) mandate le maire Pierre Goubet pour la réalisation d'une étude d'aménagement.

## Économie

### Revenus de la population et fiscalité
Selon l'enquête de l'Insee, 56,9 % des foyers fiscaux de la commune étaient imposables en 2009.
En 2010, le revenu fiscal médian par ménage était de 29 810 €, ce qui plaçait Saint-Maurice-de-Beynost au 14 359e rang parmi les 31 347 communes de plus de 50 ménages en métropole.

### Emploi
En 2007, la population de Saint-Maurice-de-Beynost se répartissait ainsi : 45,9 % d'actifs, ce qui est légèrement supérieur au 45,2 % d'actifs de la moyenne nationale et 22,4 % de retraités, un chiffre supérieur au 18,2 % national.
En 2009, le taux de chômage était de 6,6 % contre 7,3 % en 1999. Également, en 2009, seulement 20,5 % des actifs de 15 ans ou plus ayant un emploi qui résident à Saint-Maurice-de-Beynost, travaillent à Saint-Maurice-de-Beynost ; 31,4 % travaillent dans l'Ain et 47,1 % travaillent dans un autre département que l'Ain (en particulier dans la communauté urbaine de Lyon).
Population de 15 ans ou plus selon la catégorie socioprofessionnelle
| Saint-Maurice-de-Beynost (2009) | 0,4 % | 3,6 % | 16,4 % | 32,5 % | 17,5 % | 29,6 % |
| Sources des données : INSEE     |       |       |        |        |        |        |

Une agence Pôle emploi pour la recherche d'emploi est localisée à proximité immédiate de Saint-Maurice-de-Beynost, sur le territoire de Miribel.

### Entreprises et commerces

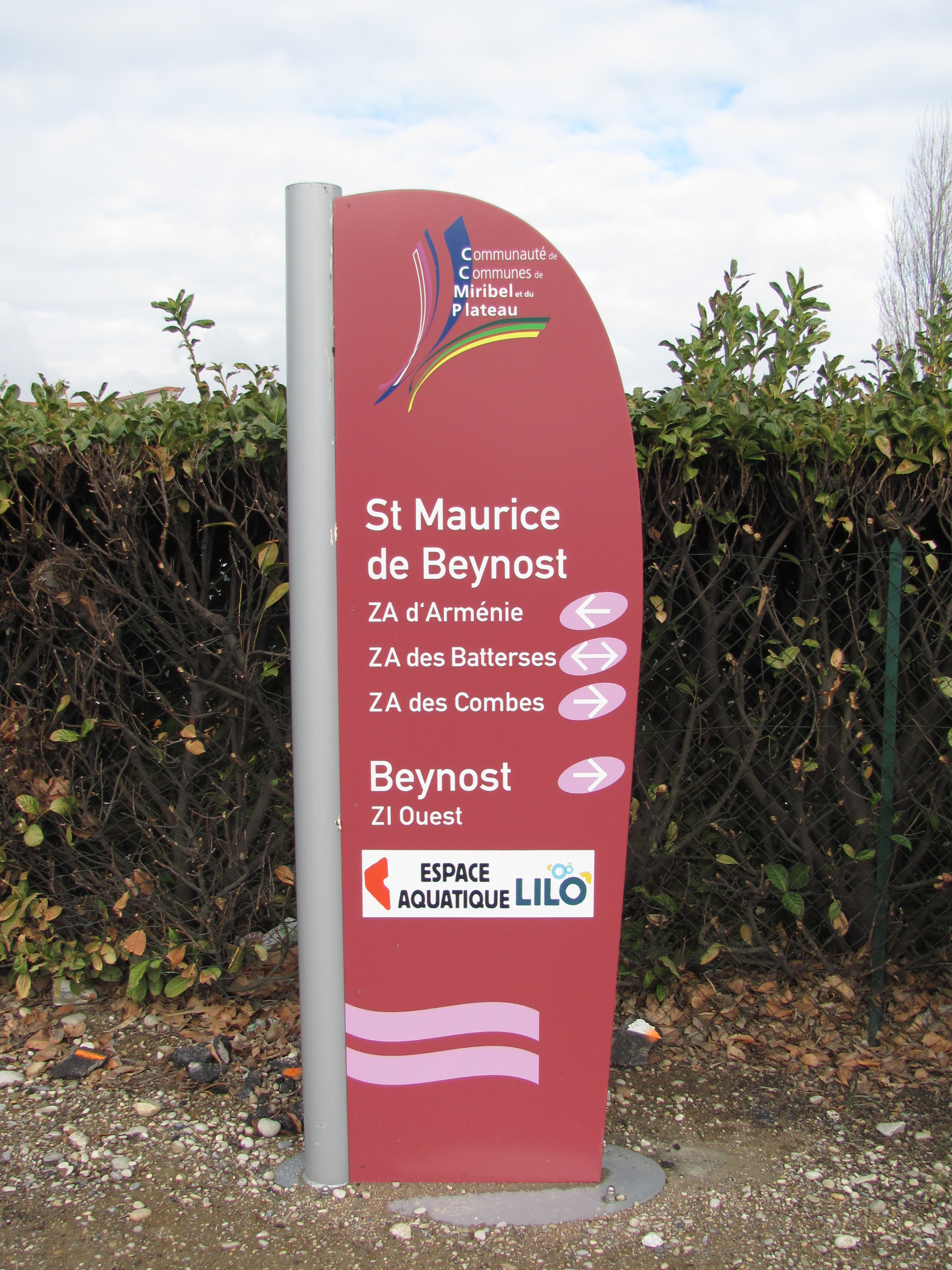
Trois zones d'activités : Les Combes, Les Batterses (à Beynost) et la zone d'activité d'Arménie.

Au 1er janvier 2011, Saint-Maurice-de-Beynost comptait 171 établissements (hors agriculture) : 20 étaient spécialisés dans une activité industrielle, 17 dans la construction, 99 dans le commerce et 25 étaient relatifs au secteur administratif. Un grand nombre de ces entreprises se répartissent sur deux zones d'activités : la zone d'activité des Combes et la zone d'activité d'Arménie.
En 2011, 28 entreprises ont été créées sur le territoire dont 24 sous le régime auto-entrepreneur.
Répartition des établissements par domaines d'activité
|                             | Ensemble | Industrie | Construction | Commerce | Services |
| --------------------------- | -------- | --------- | ------------ | -------- | -------- |
| Nombre d'établissements     | 171      | 21        | 19           | 105      | 26       |
| %                           | 100 %    | 12,3 %    | 11,1 %       | 61,4 %   | 15,2 %   |
| Sources des données : INSEE |          |           |              |          |          |

#### Agriculture
Si l'activité agricole semble déclinante à Saint-Maurice-de-Beynost, sept exploitations agricoles sont basées dans la commune, en 2000. Toujours en 2000, ces sept exploitations représentaient une surface totale consacrée à l'agriculture de 367 ha, la totalité de cette surface étant consacrée à la grande culture dont 288 ha pour les céréales. On peut remarquer qu'aucune activité d'élevage n'était présente à Saint-Maurice-de-Beynost ni en 1988 ni en 2000. L'activité est exclusivement axée sur la grande culture.

#### Industrie
L'usine de Toray Films Europe spécialisée en fabrication d'emballages et conditionnements en matières plastiques est la plus grande entreprise de la commune employant au 31 décembre 2009, 460 personnes. L'usine existe depuis les années 1920 et a appartenu successivement à La Cellophane, Rhône-Poulenc, et Rhodia.
Quelques entreprises industrielles sont basées à Saint-Maurice-de-Beynost comme Corelec (constructeur de matériel de galvanoplastie, de traitement de surface, de matériel de traitement de l'eau et de l'air), Sirem (mécanique générale), ASD Whirlpool (créateur de systèmes innovants pour l’hydro-massage), Cegelec Centre Est (étude, travaux relatifs à électricité, électronique, eau et tous fluides) et Novasep Process (procédés de purification).

#### Commerces et services

L'hôtel Logis Lyon-Est.

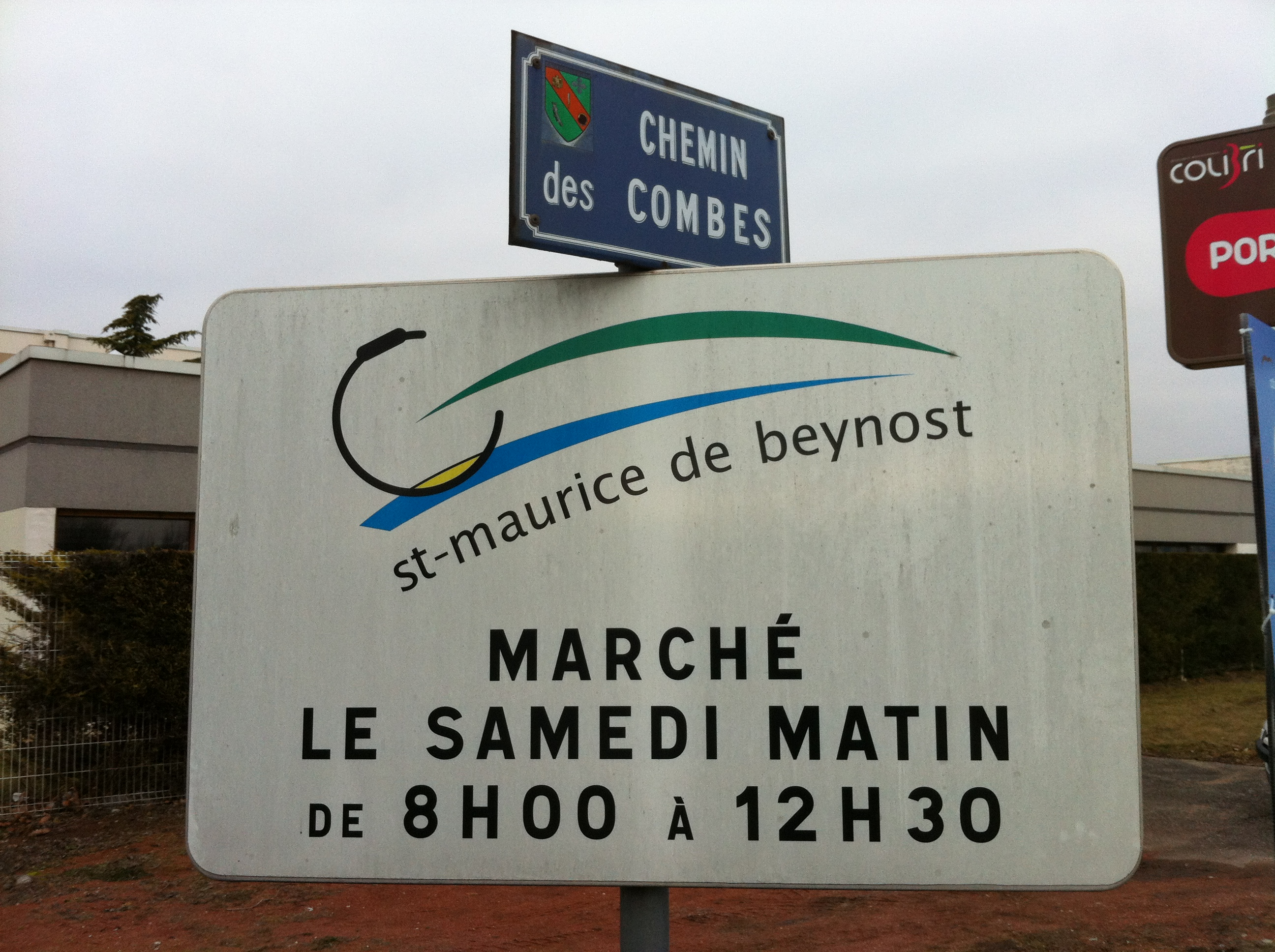
Marché le samedi matin.

Il existe un certain nombre de petits commerçants, notamment le long de la route de Genève (l'ancienne route nationale 84) ; de plus, une supérette est également présente le long de cette route.
Enfin, à noter la grande proximité de la ZAC « des Batterses » (située sur la commune de Beynost) sur laquelle se trouve le centre commercial Beynost 2 incluant un hypermarché E.Leclerc, une galerie marchande et de nombreux magasins spécialisés.
Chaque samedi matin, un marché s'installe sur la place Charles-de-Gaulle.
L'hôtel Logis Lyon-Est, classé "4 étoiles" et son restaurant Le relais de Genève sont situés sur le territoire de la commune. L'hôtel héberge systématiquement une large partie du peloton du Tour de l'Ain cycliste.
Un restaurant gastronomique Le Roxy Brasserie Lounge (anciennement L'Auberge rouge jusqu'à juin 2019) est également installé dans la commune, Montée de la Paroche.
Enfin, le négociant en vins Henri Grumel et Fils, qui emploie vingt-cinq personnes, est également basé à Saint-Maurice-de-Beynost, avenue du Mas-Rolland.

## Culture et patrimoine

### Monuments et lieux remarquables

#### Monuments civils

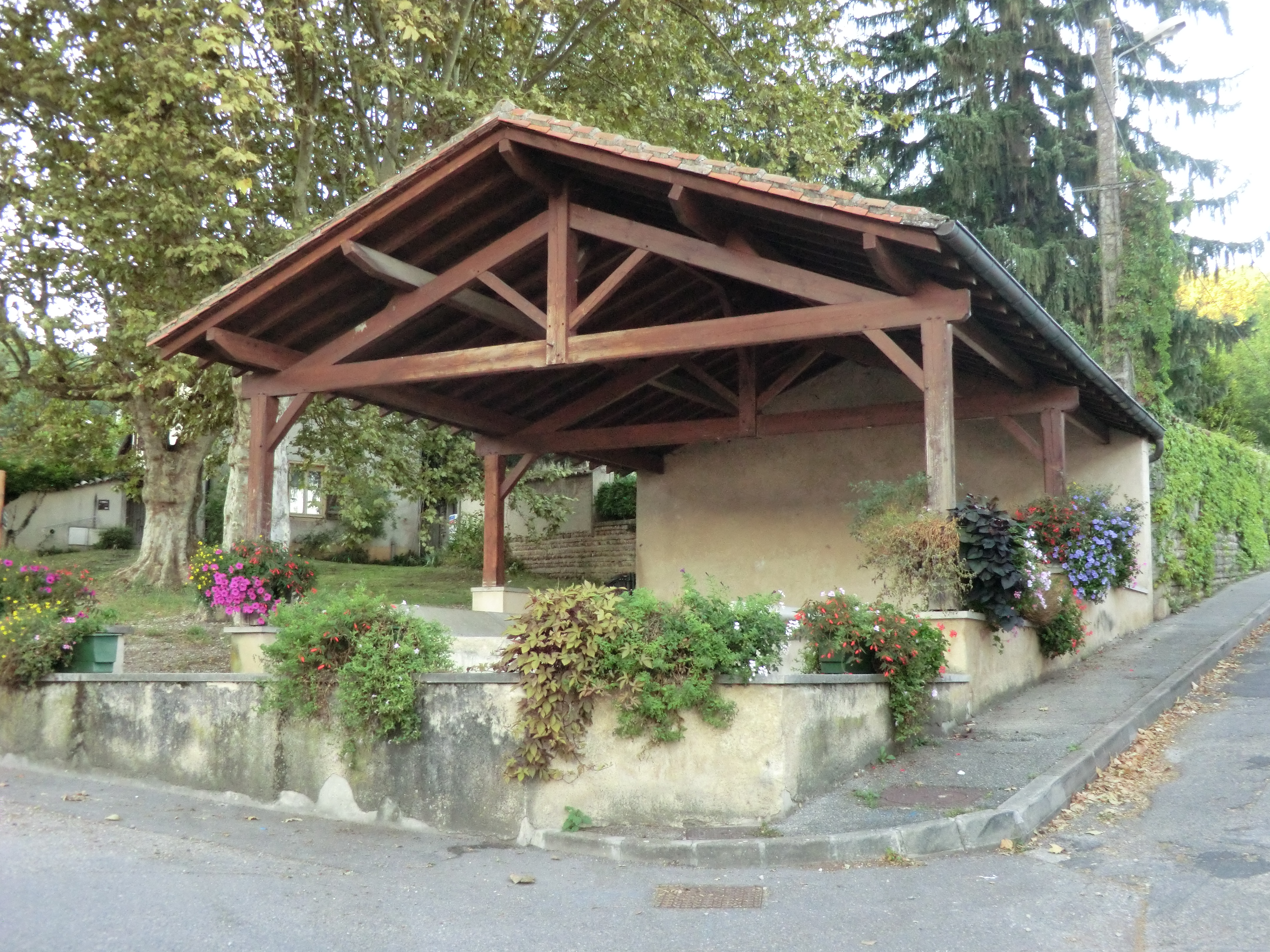
Le lavoir de Saint-Maurice-de-Beynost.

La mairie de Saint-Maurice-de-Beynost a été construite en 1932. Le rez-de-chaussée était réservé à une des écoles primaires de Saint-Maurice-de-Beynost jusqu'en 1976. En effet, jusqu'aux années 1960[Quand ?], Saint-Maurice-de-Beynost comptait une école primaire dans le « Saint-Maurice Le-Bas » et une autre dans le « Saint-Maurice Le-Haut », en l'occurrence, l'actuel bâtiment municipal.
Montée de la Paroche, à proximité de l'église Saint-Maurice, se trouve un lavoir datant de 1893.
L'approvisionnement en eau a longtemps été assuré, à Saint-Maurice-de-Beynost, par une seule fontaine dont la source était issue du Merloux. Jusqu'à 1845, la fontaine « Le Bichet » est ainsi le seul point d'eau du village ; sa date de construction est indéterminée mais celle-ci porte la mention « 13 mars 1779 ». En 1845, fut installée une seconde fontaine près de la croix dite « De la commune » puis une troisième, Montée de la Paroche, connue sous le surnom de « Bacha ». En 1899, fut édifié le réservoir des eaux de la commune, qui permit d'apporter une certaine régularité à l'approvisionnement en eau. Il n'est plus utilisé, remplacé par un dispositif alimenté par les sources La Bonnarde et Juffet[réf. souhaitée].
Enfin, on peut évoquer les anciens moulins à eau de Saint-Maurice-de-Beynost, aujourd'hui disparus : le plus ancien fut le moulin de Merloux (1835) situé au bas de la montée de la Paroche (près de l'actuelle école primaire). Un second moulin fut construit à partir de 1857 à proximité du canal de Miribel. Ce dernier fut entièrement détruit par un incendie, le 21 avril 1893 ; il n'en subsiste aujourd'hui que le petit pont qui enjambait le chenal d'arrivée des eaux du moulin.

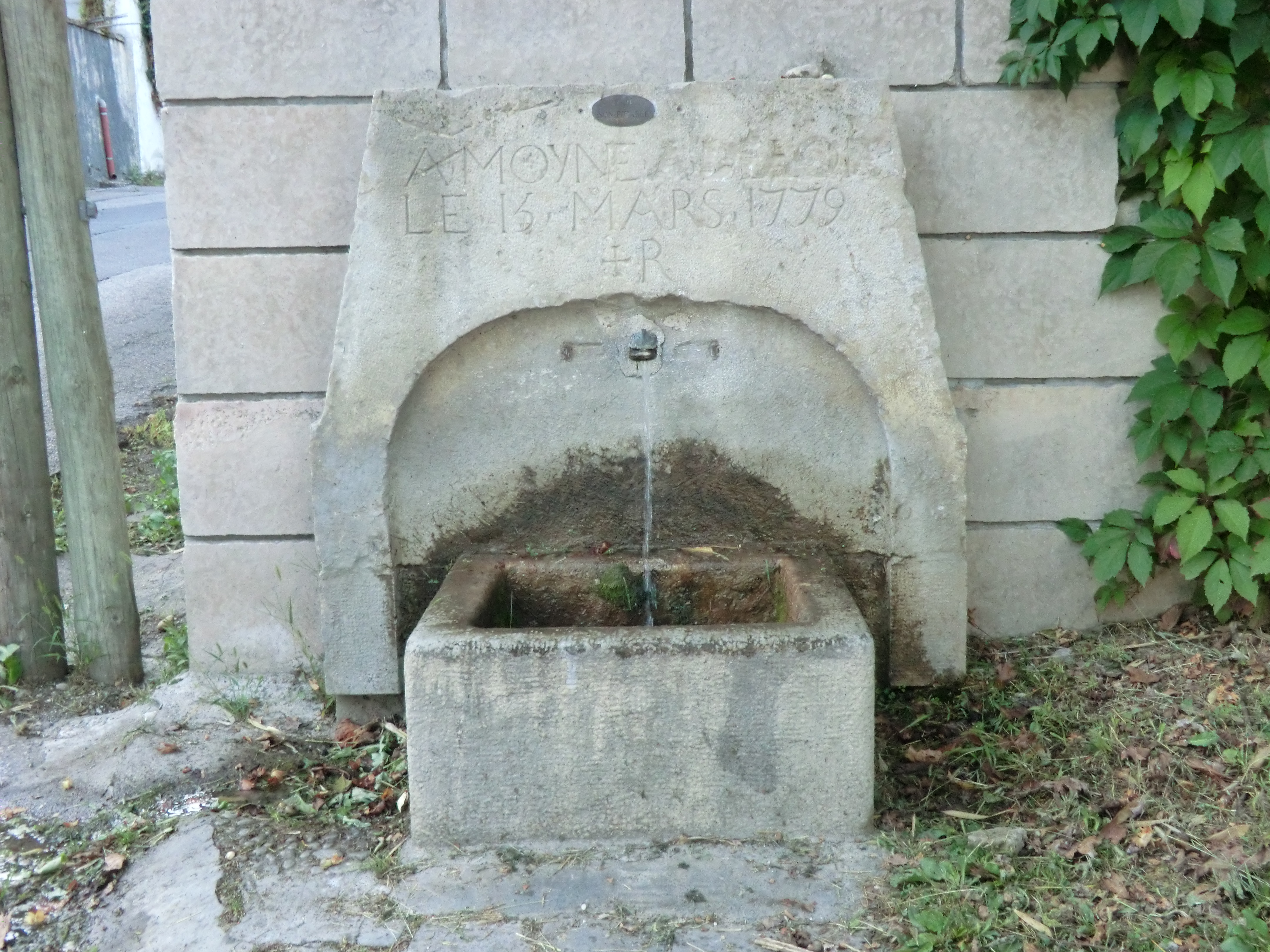
La fontaine Le Bichet.
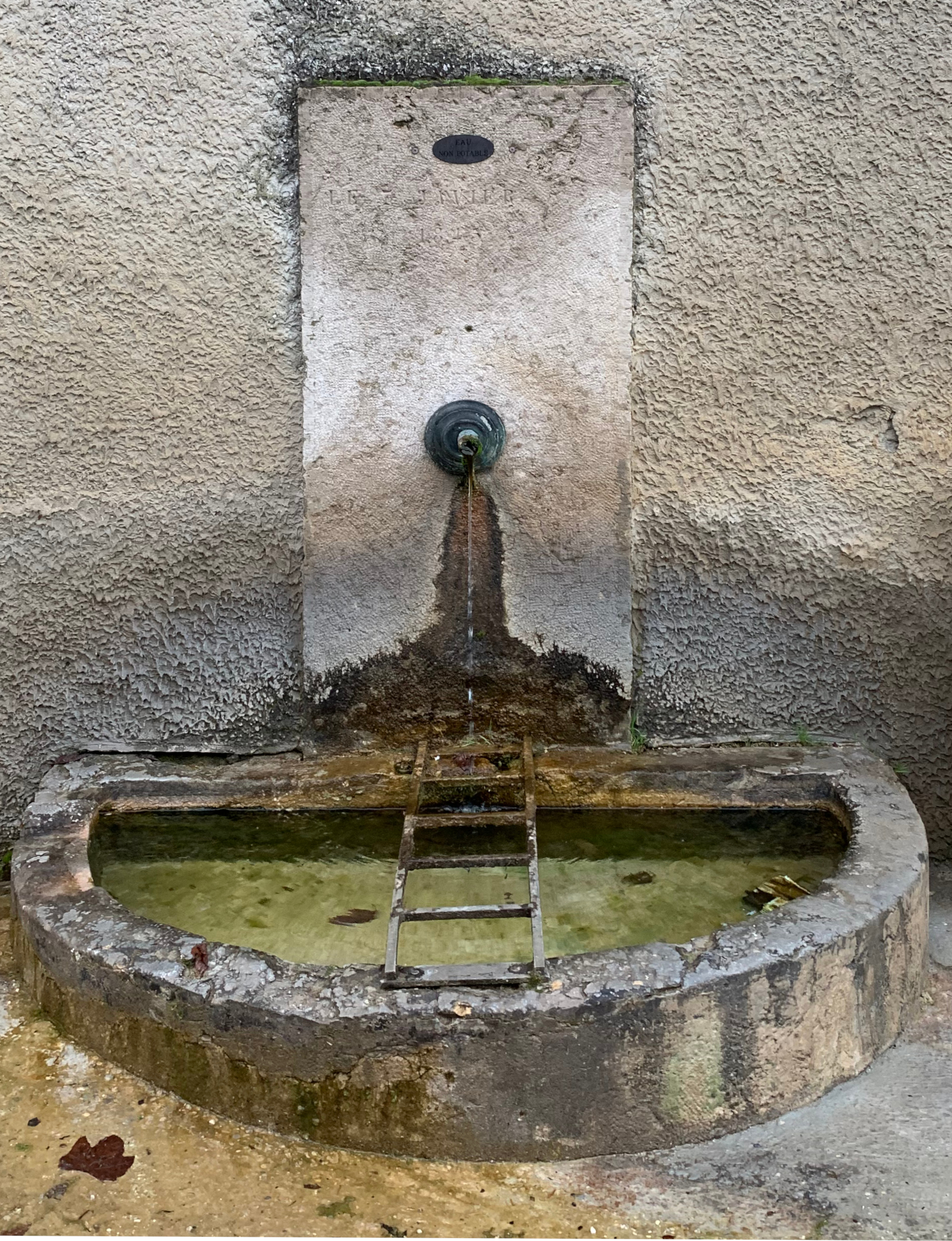
La fontaine Le Bacha, Montée de la Paroche.
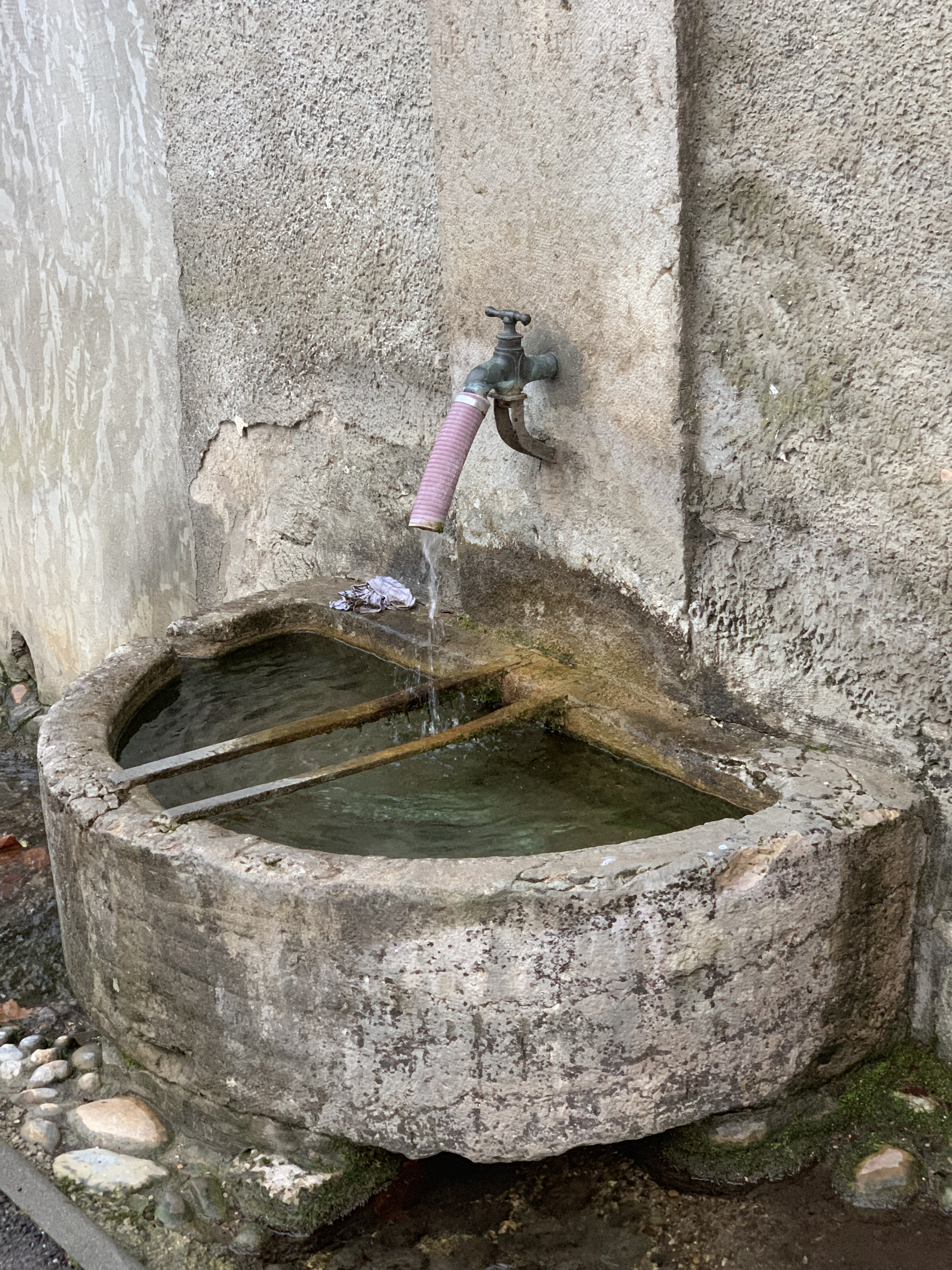
Fontaine de la Croix de la commune.
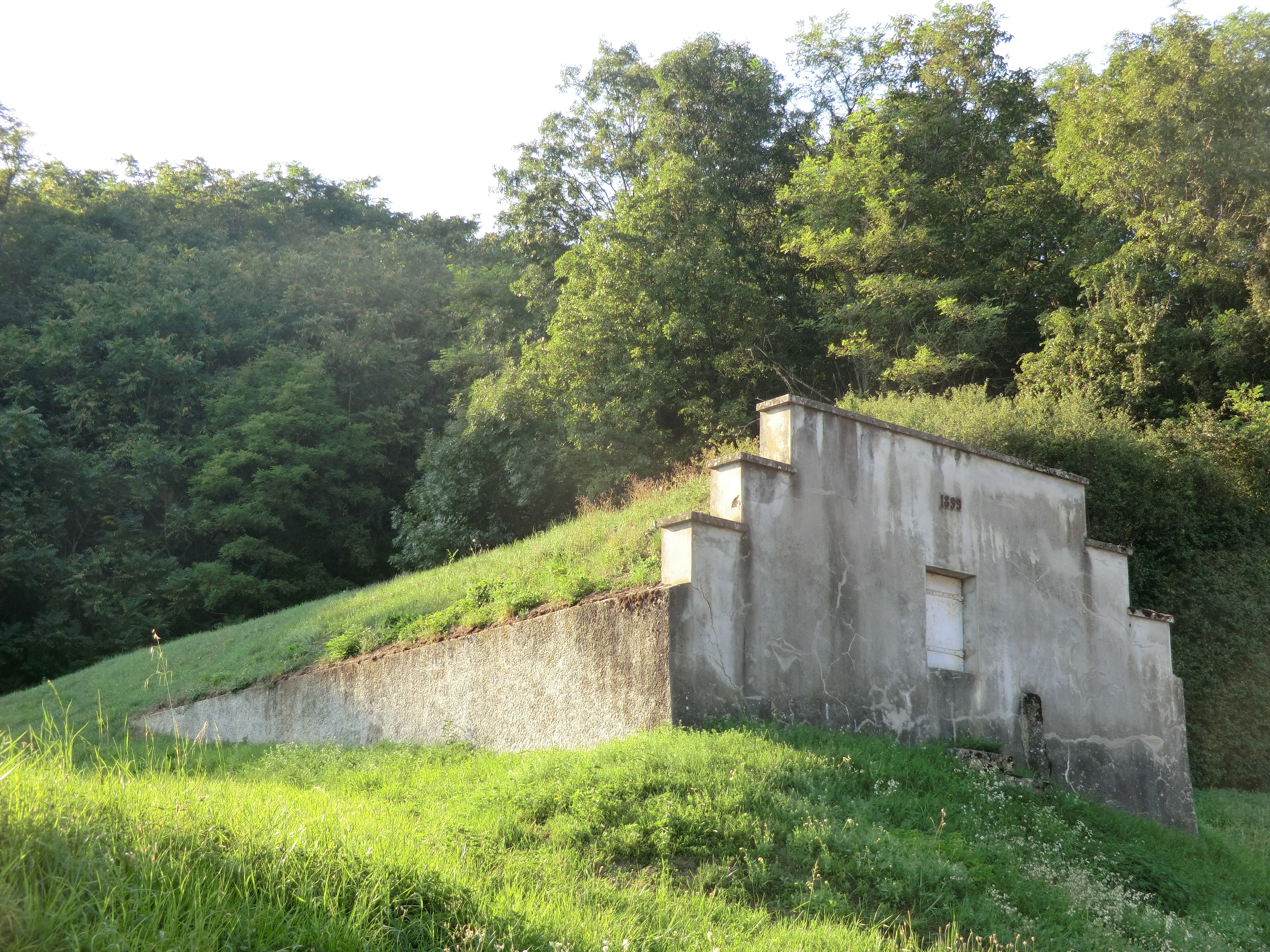
(Ancien) réservoir des eaux de Saint-Maurice-de-Beynost, construit en 1899.
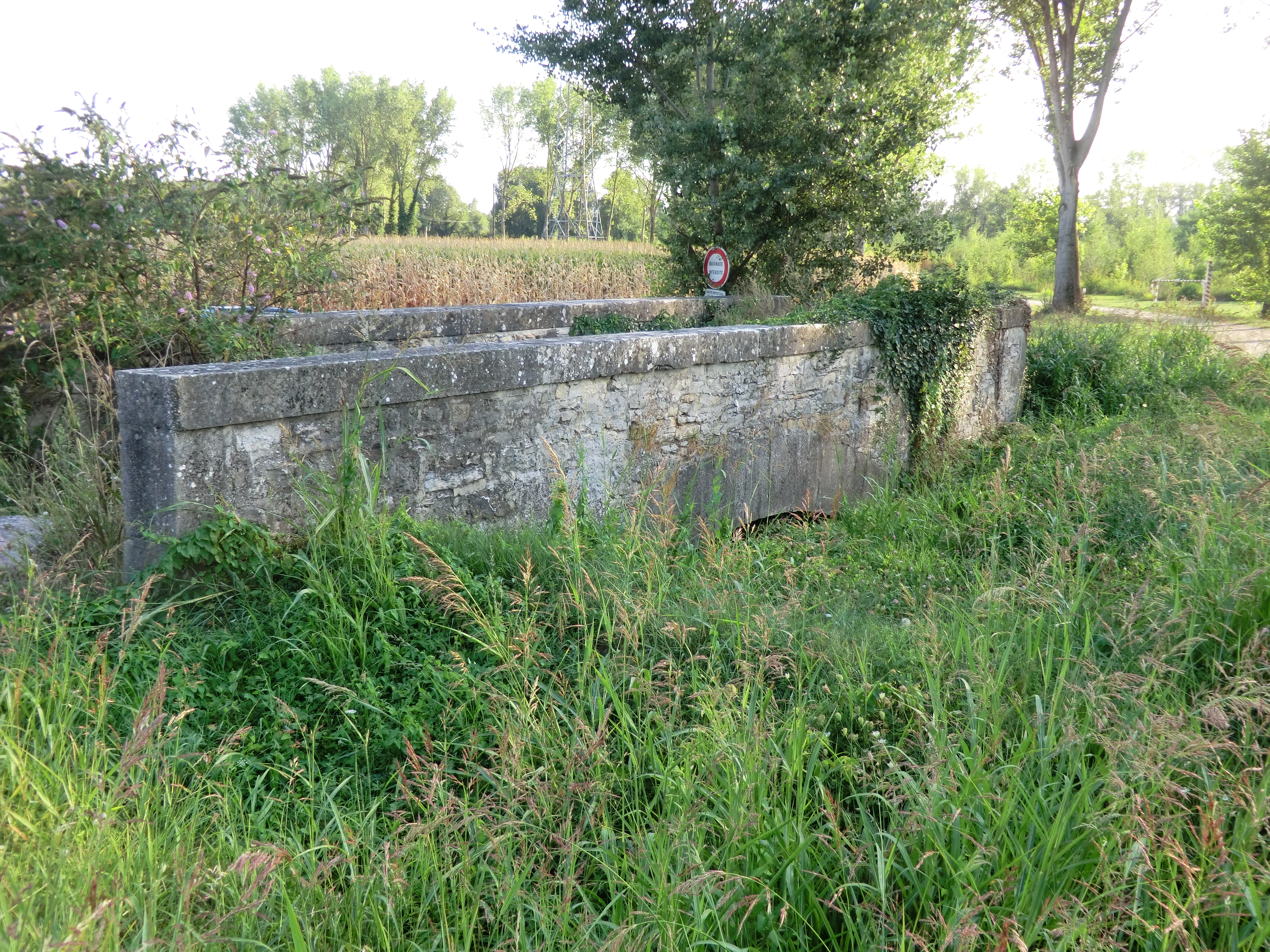
Pont qui enjambait le chenal d'arrivée des eaux du moulin du canal de Miribel ; ce dernier fut détruit par un incendie en 1893.

#### Monuments religieux

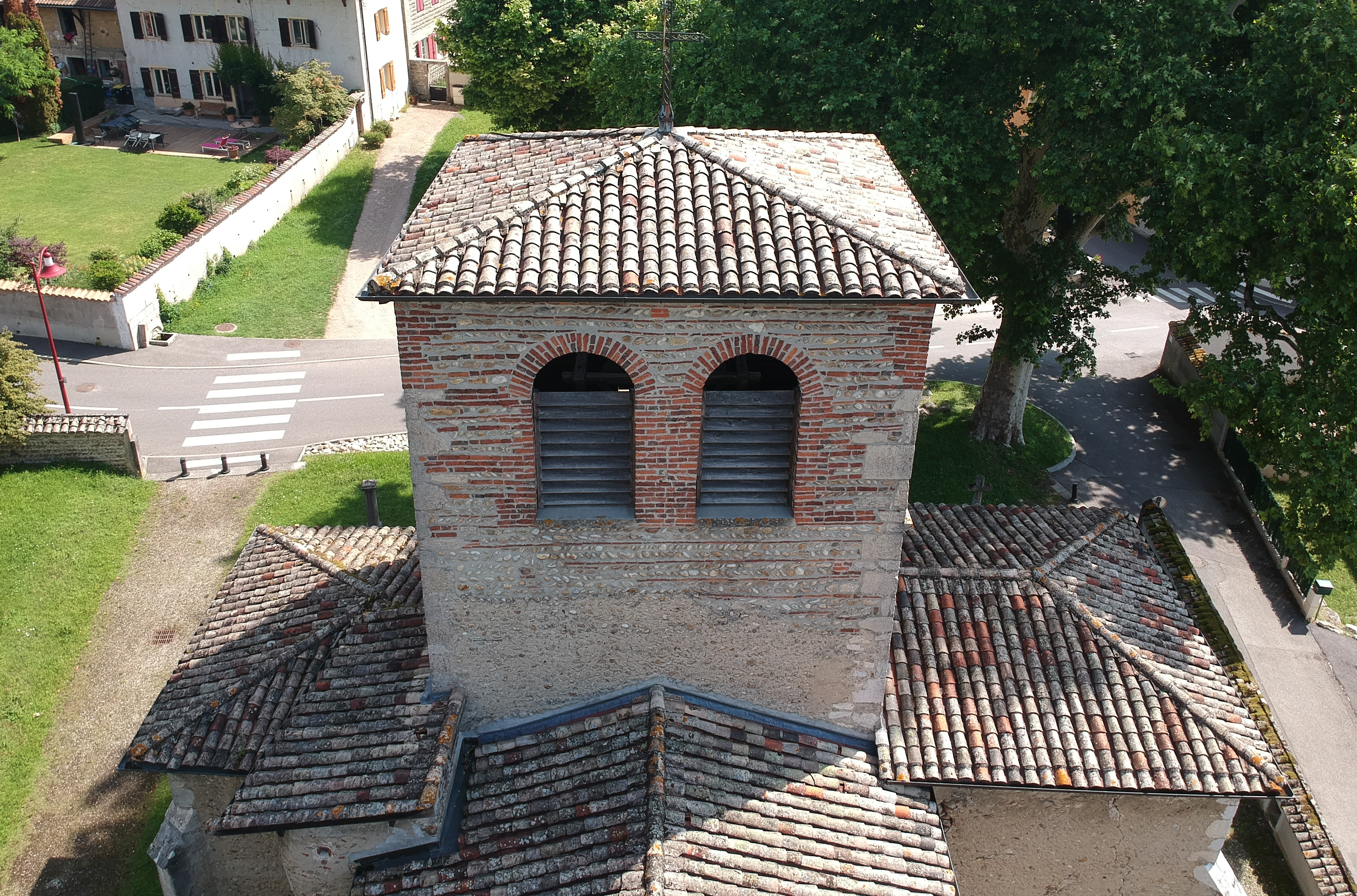
Clocher de l'église Saint-Maurice (côté ouest).

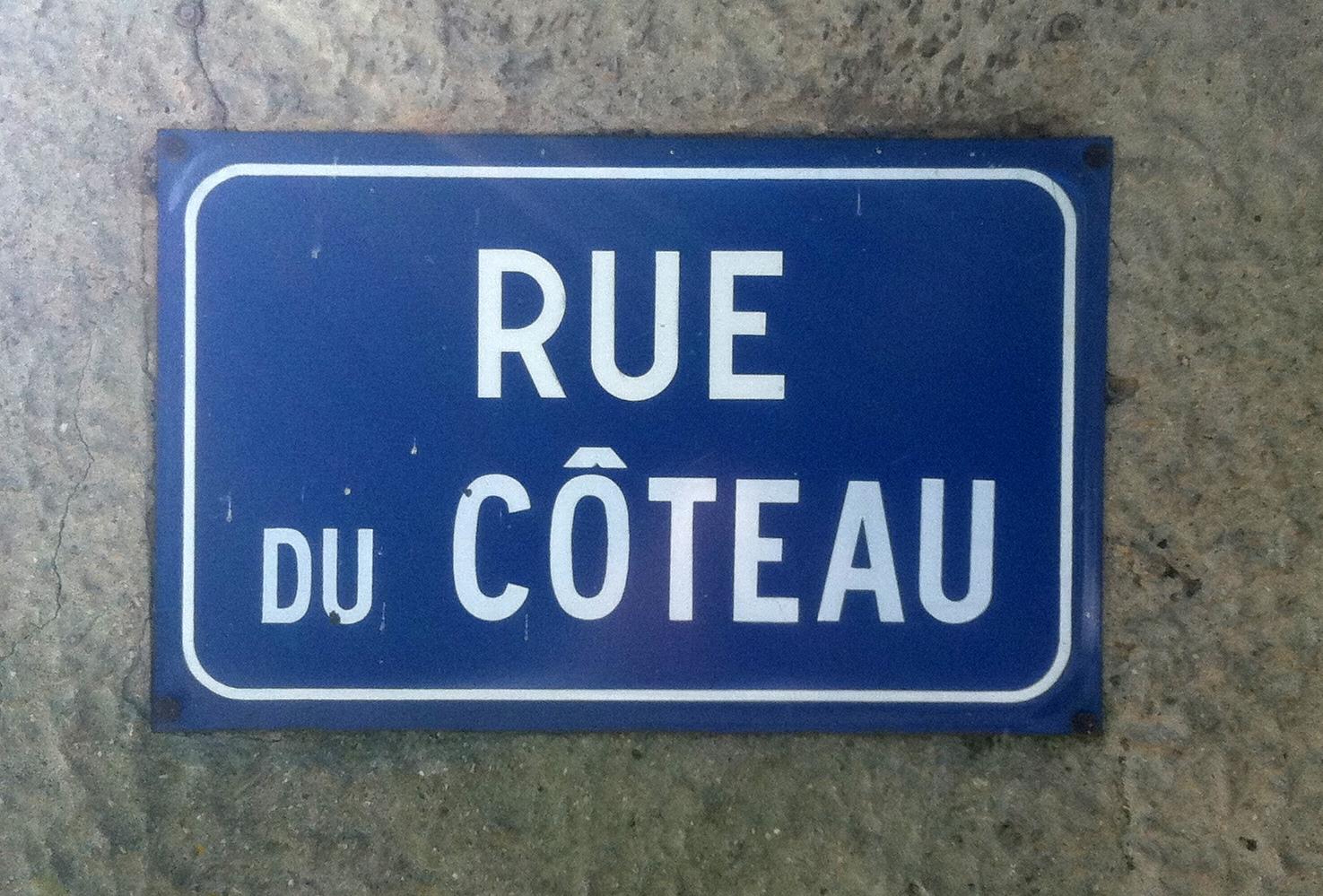
Rue du Coteau.

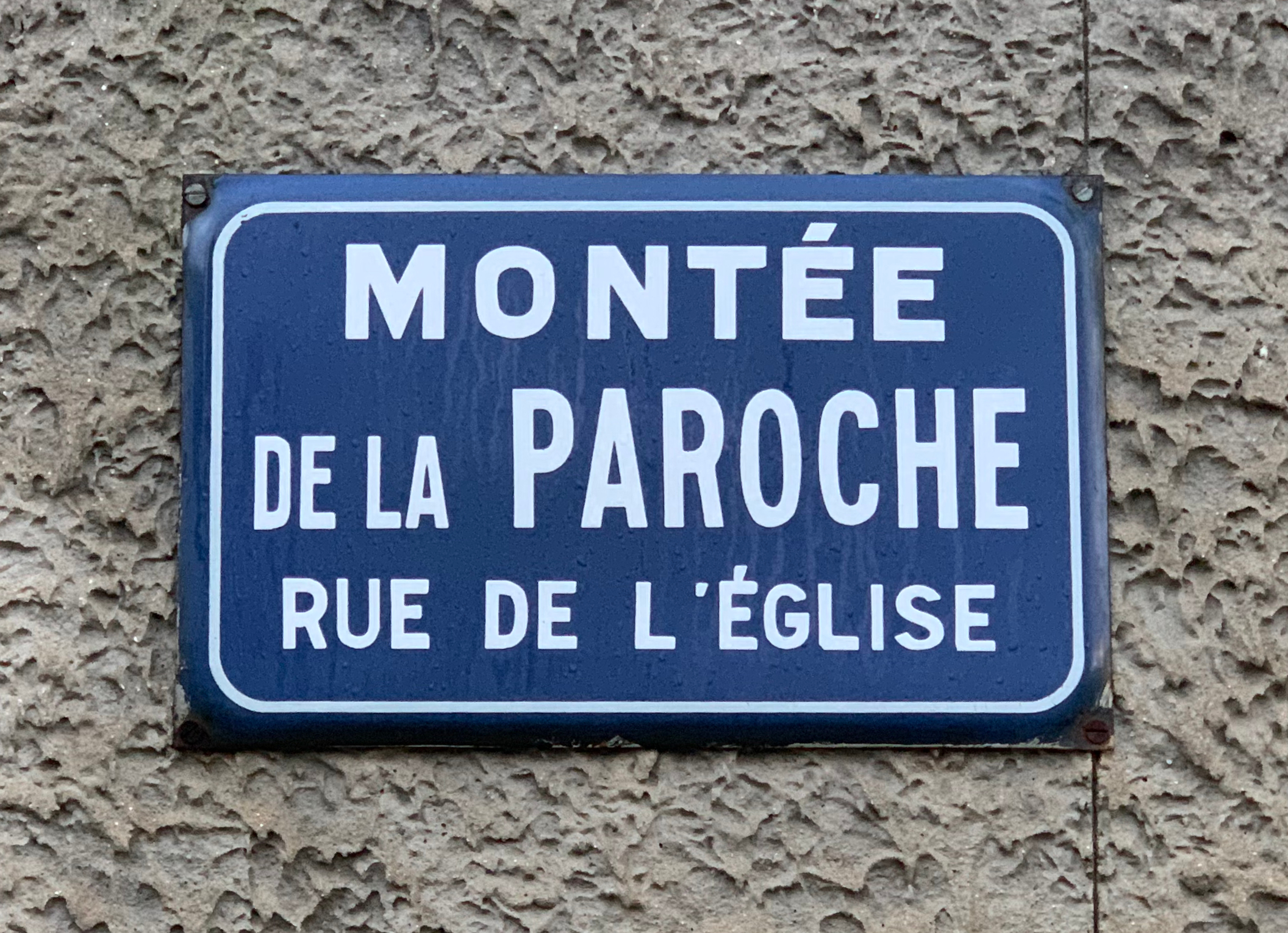
Montée de la Paroche.

Outre l’église Notre-Dame utilisée pour le culte catholique, une seconde église est située sur le territoire communal : l'église Saint-Maurice. Elle est d'architecture romane et date du XIIe siècle. Elle fut remaniée plusieurs fois, jusqu'au XIXe siècle. Elle est située dans le « Haut Saint-Maurice », sur une petite place, à l'intersection entre la montée de la Paroche et la rue du Coteau.
Jusqu'en 1875, elle était entourée de l'ancien cimetière. À cette date, il a été abandonné au profit du nouveau cimetière, localisé un peu plus haut, Montée de la Paroche. Toutefois, subsiste la pierre tombale du curé Chardon (mort en 1871).
À côté de la pierre tombale, se trouve un piédestal de statue ; la statue de la Vierge qui était supportée par le piédestal fut volée en 1988.
Devant la face ouest se dresse le monument aux morts sculpté par Léon Servonnet, tailleur à Meximieux. Il fut réalisé dès 1922 mais inauguré tardivement en 1932. À noter que Léon Servonnet a également sculpté le monument aux morts de Thil, installé en 1921.
Enfin, toujours sur la petite place entourant l’église, se trouvent deux croix parmi les cinq répertoriées à Saint-Maurice-de-Beynost : l'une au nord-est (en fer et datant de 1850) et l'autre au sud-est (en pierre et datant également de 1850).
- Chapelle Notre-Dame-des-Bruyères de Saint-Maurice-de-Beynost.

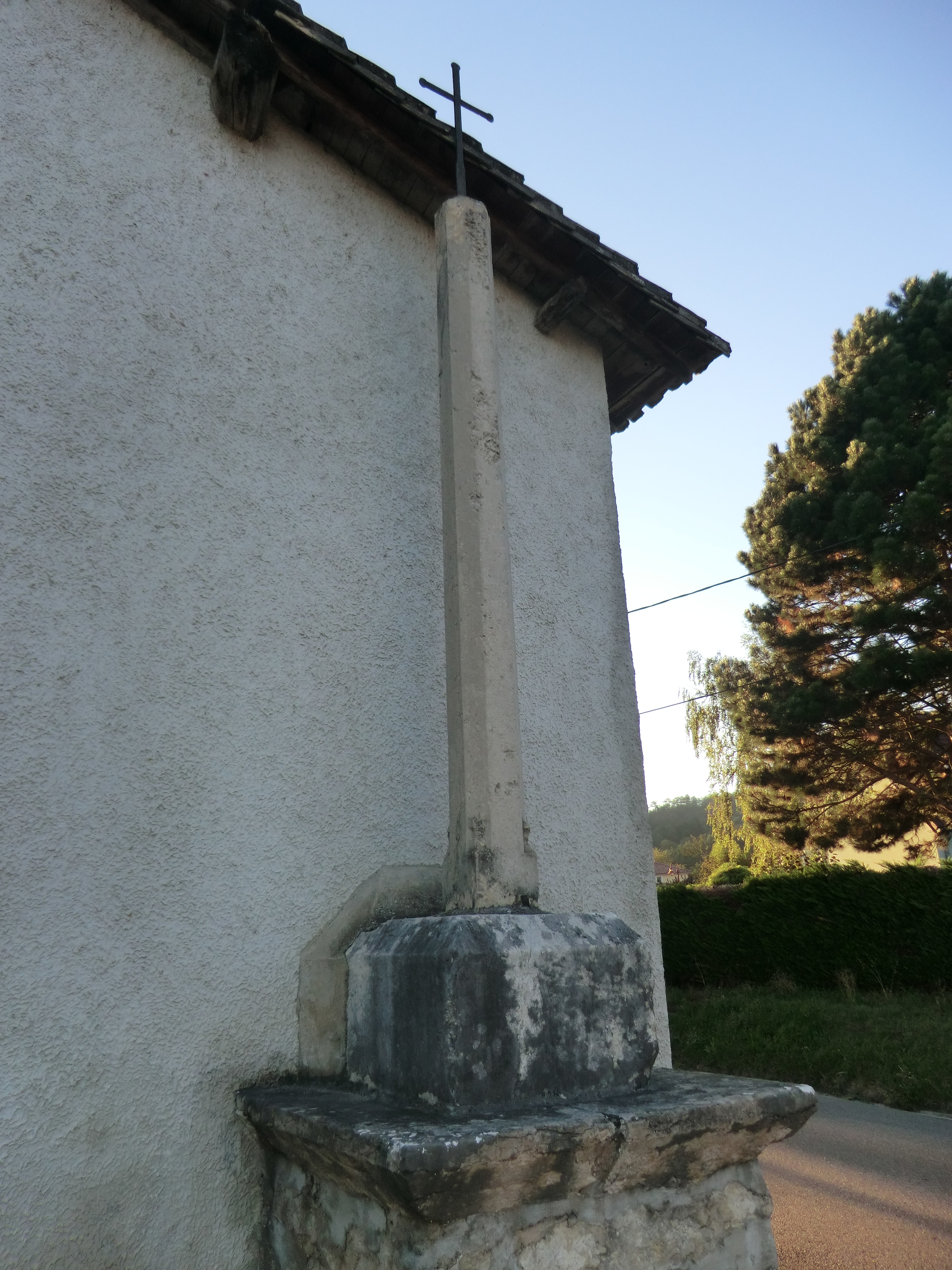
Croix des Andrés, qui figure sur le plan cadastral de 1834[d 12].
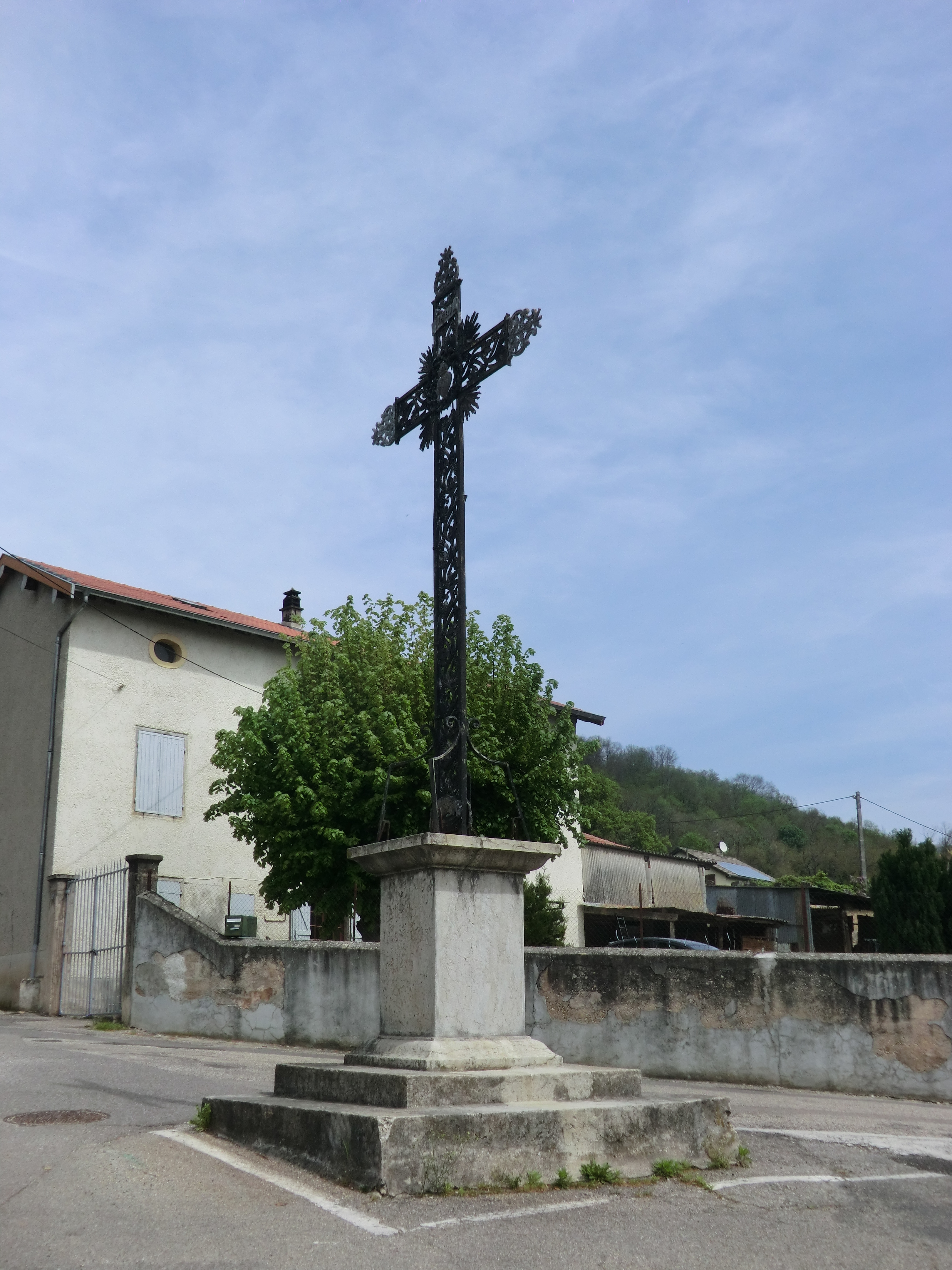
Croix dite de la commune située sur une petite place du vieux village. Elle est datée du 8 décembre 1846[d 12].
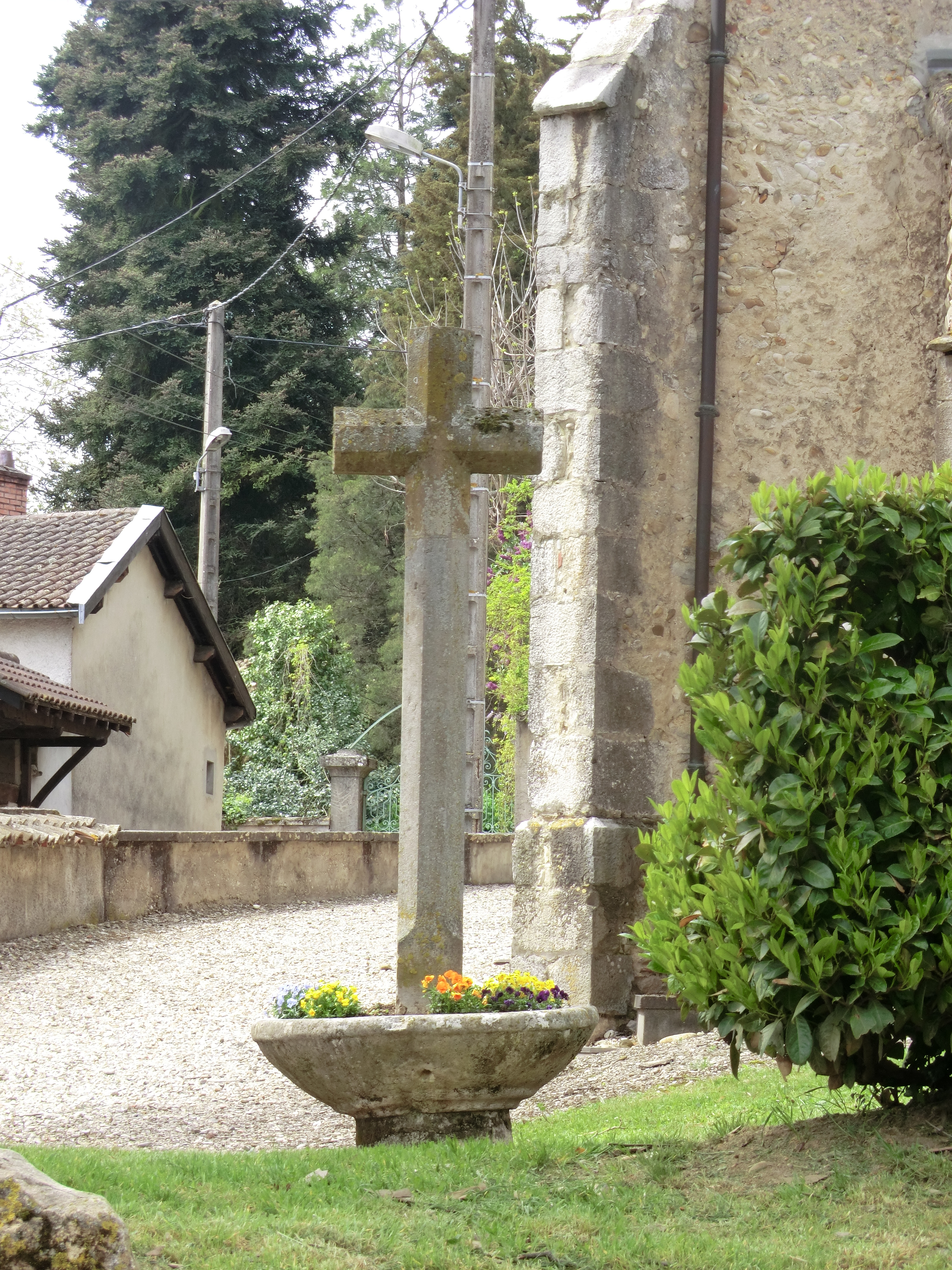
Croix de l’église au sud-est.
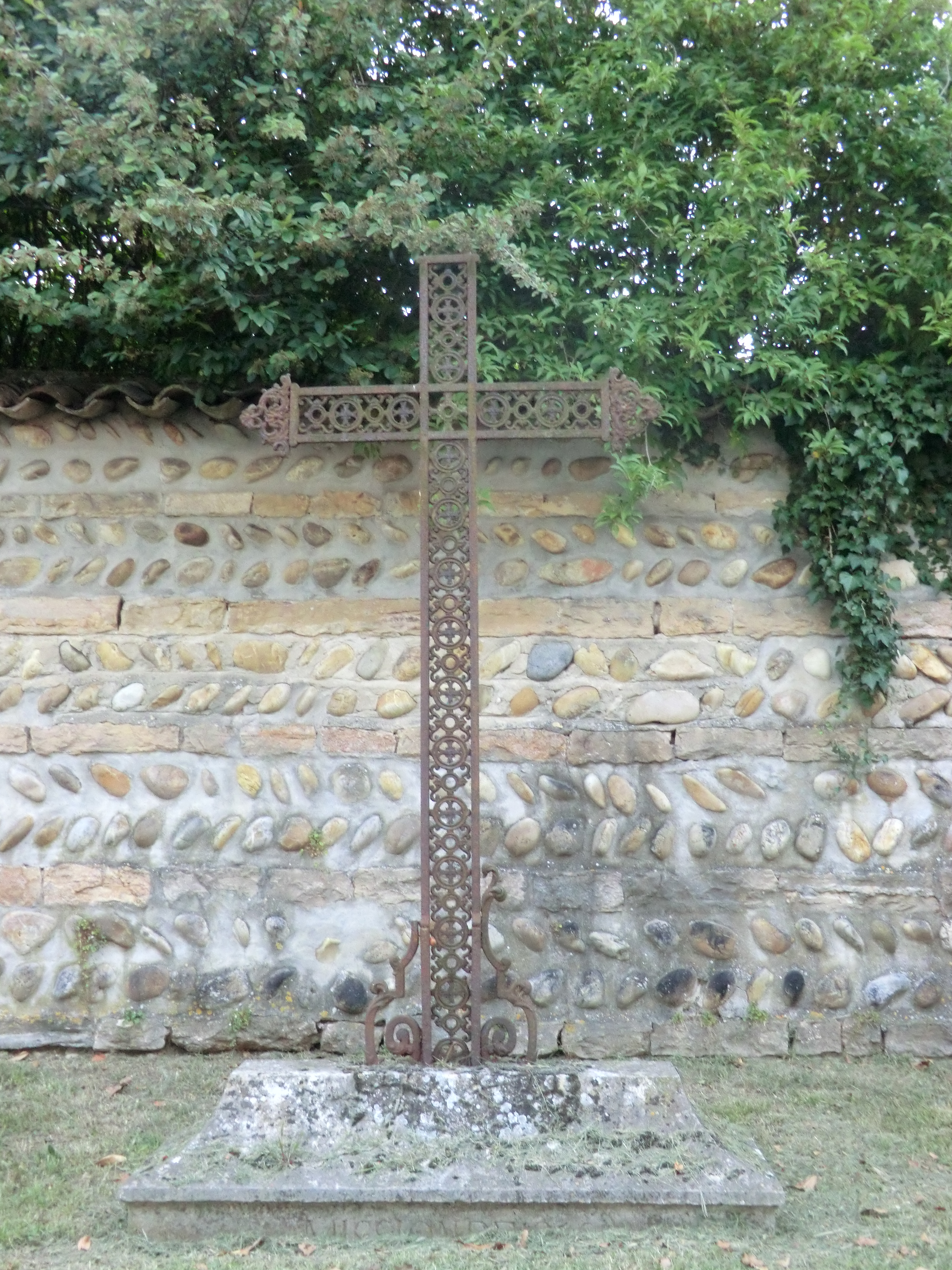
Croix de l’église au nord-est.
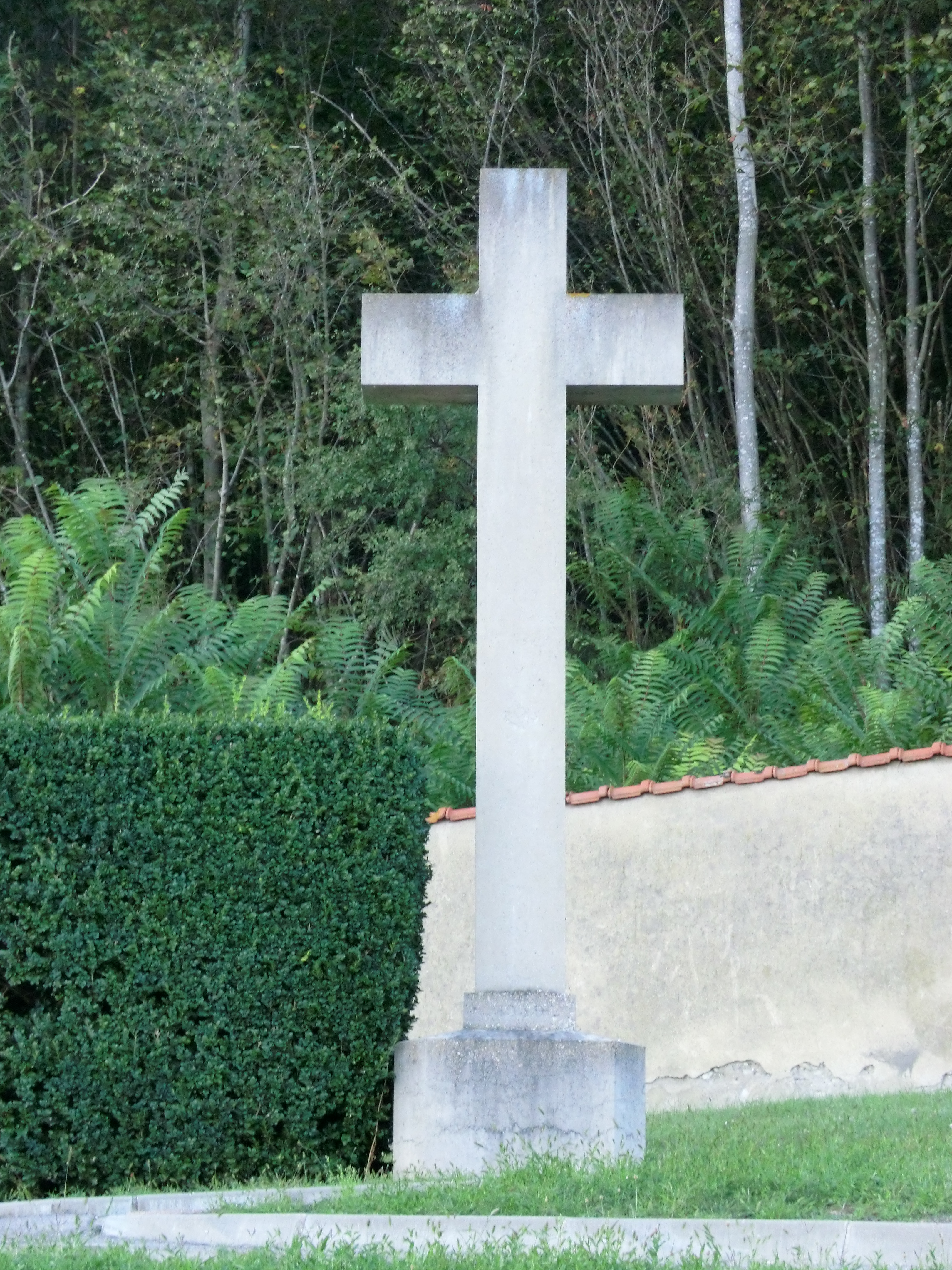
Croix du cimetière, inaugurée en 1939[d 12] par Monseigneur Maisonobe, évêque de Belley.

#### Patrimoine naturel

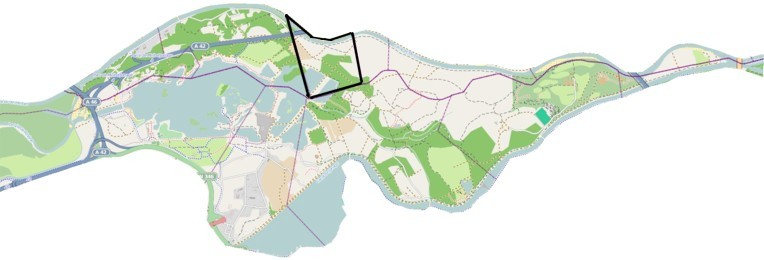
Le territoire de Saint-Maurice-de-Beynost du Grand parc de Miribel-Jonage (entouré en noir).

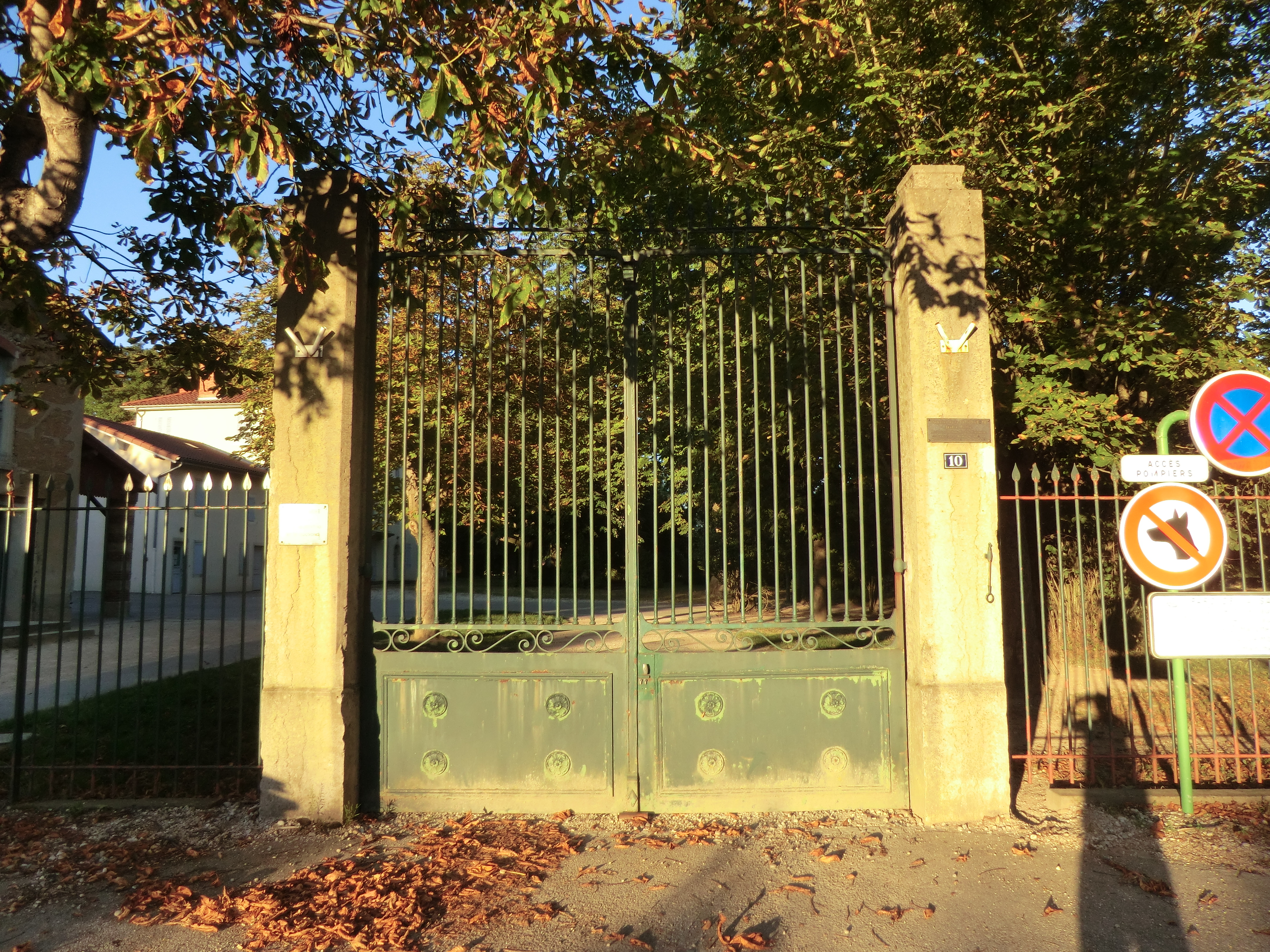
Entrée du parc de La Sathonette.

Une partie du Grand parc de Miribel-Jonage se trouve sur le territoire de la commune. Il se trouve lui-même sur l'Île de Miribel-Jonage qui constitue une zone Natura 2000. Des élus de Saint-Maurice-de-Beynost siègent, à ce titre, au Symalim.
De plus, la commune est dotée du parc de La Sathonette d'une superficie de 2,5 hectares, dans lequel se trouve le « château de La Sathonette » et un certain nombre de bâtiments annexes accueillant, entre autres, un centre aéré, une cantine scolaire et les bureaux du délégué du Procureur de la République.
L'ancien stade de football Roland-Schmitt (du nom de l'entraîneur de l'OSM des années 1940-1950 et issu du LOU football) de l'Olympique Saint-Maurice (club qui a participé à la fusion Ain Sud Foot en 1999) a été reconverti en jardins familiaux en 2010 par la municipalité.
À noter, l'usage oral aujourd'hui disparu, qui consistait à dire qu'on allait « sous les murs » pour indiquer que l'on allait à proximité de La Sathonette. Cette expression s'explique par les hauts murs entourant le parc.

### Saint-Maurice-de-Beynost et le cinéma
- Complices de Frédéric Mermoud, avec Gilbert Melki et Emmanuelle Devos a été tourné[85] en partie à Saint-Maurice-de-Beynost, en 2009.

### Personnalités liées à la commune
- Martin Lejéas-Carpentier (1748 - 1831), homme politique français. Il acquit le domaine de La Sathonnette peu avant la Révolution française.
- Maurice Cusin (1884 - 1967), industriel français, qui fonda la Société lyonnaise de soie artificielle et donc l'usine textile.
- Claudius Four (1895 - 1943), militaire français, Compagnon de la Libération, est né à Saint-Maurice-de-Beynost.
- Gérard Simonian (1934 - 2003), journaliste sportif, est né et a vécu à Saint-Maurice-de-Beynost.
- Jean Djorkaeff (1939 - ) a fait ses premières armes de jeune footballeur à l'Olympique Saint-Maurice.
- Renaud Dutreil (1960 -), homme politique français et ancien ministre a commencé sa carrière politique comme conseiller municipal de Saint-Maurice-de-Beynost[86].

- Éric Spadiny (1963 - ), footballeur français qui a débuté à l'Olympique Saint-Maurice.
- Jean-Christophe Devaux (1975 - ), ancien joueur de l'Olympique lyonnais et du RC Strasbourg a entraîné Ain Sud Foot de 2010 à 2013. Il était au club depuis 2009.
- Joseph-Désiré Job (1977 - ), joueur de football, international camerounais, a grandi dans la commune.
- Gaëlle Millet (d) (1983[87] - ), championne du monde de sport-boules 2012 (en double), est originaire de la commune ; elle a débuté à l'OBSM[88].

- Vincent Goutagny (d), homme politique et syndicaliste français. Employé de l'usine Toray et habitant de la commune[89], il a été le candidat de Lutte ouvrière à plusieurs élections (législatives 2012 et 2017, 2022, régionales 2010 et 2015).

### Héraldique et logotype

#### Héraldique
Le blason de Saint-Maurice-de-Beynost fut conçu par le docteur Rivoire en 1985. Dans celui-ci, la croix tréflée d'argent évoque les armes des seigneurs de Montluel, dont Saint-Maurice-de-Beynost dépendait au Moyen Âge,. Le poisson évoque lui la présence du Rhône sur le territoire communal. La bande centrale possède une double interprétation. La première concerne saint Maurice qui refusa de suivre les ordres lui imposant de massacrer des chrétiens ; l’épée d'argent est celle que portaient les officiers de la légion romaine et l'aigle d'or, l'emblème de la légion romaine. Enfin, une tête de saint Maurice apparaît en bas de la bande. Un autre niveau de lecture est d'ordre géographique : la bande représente la Côtière et la voie romaine qui la longeait, la partie inférieure du blason représentant la plaine du Rhône au sud et la partie supérieure le plateau de la Dombes, au nord.
| Armes de Saint-Maurice-de-Beynost | La commune de Saint-Maurice-de-Beynost porte : De sinople à la bande de gueules, chargée en chef d'une aigle d'or, en cœur d'une épée d'argent garnie d'or , et en pointe d'une tête de Saint Maurice de profil nimbée d'or et au col d'argent, toutes posées à plomb, accompagnée en chef d'une croix tréflée d'argent et en pointe d'un brochet contourné en bande du même. Ce blason est à enquerre. |

#### Logo
| Logo de Saint Maurice-de-Beynost | Logo de Saint-Maurice-de-Beynost : Le logo communal est créé à l'initiative d'Odette Mader, alors maire de Saint-Maurice-de-Beynost, en 1994 : la Côtière est symbolisée par le trait vert ; le Rhône est symbolisé par le trait bleu ; le rond non fermé représente Saint-Maurice-de-Beynost comme un pôle d'activité ; le roseau représente la Dombes, région naturelle voisine de la Côtière à laquelle appartient Saint-Maurice-de-Beynost. |